# 第45回衆議院議員総選挙
第45回衆議院議員総選挙（だい45かいしゅうぎいんぎいんそうせんきょ）は、2009年（平成21年）8月30日に日本で行われた国会（衆議院）議員の総選挙である。

## 概要
第44回衆議院議員総選挙（いわゆる郵政解散による「郵政選挙」）で当選した議員の任期が2009年9月10日に満了するため、衆議院解散の有無に関係なく、総選挙は遅くとも同年10月20日までに実施予定であったが、2009年7月21日に衆議院が解散された（解散に至る経緯は後述）。衆議院解散後の臨時閣議で8月18日公示、8月30日の選挙執行が決定された。
8月に投開票が行われる総選挙日程は1902年の第7回総選挙以来107年ぶりであり、現行の日本国憲法下では初めて。衆議院解散から総選挙施行までの期間は、憲法第54条第1項において定められた最長の期間である40日間であるが、これは7月12日投開票の東京都議会議員選挙の影響をできるだけ遠ざける狙いがあったとされている（後述）。
期日前投票制度を利用して投票日前に投票した有権者は1,398万を超え、国政選挙での期日前投票制度の実施以来、最高を更新した。
選挙の結果、民主党が選挙前を大幅に上回る308議席を獲得し、議席占有率は64.2%に及んだ。単一の政党が獲得した議席・議席占有率としては現憲法下で行われている選挙としては過去最高であった。社会民主党や日本共産党は選挙前勢力を維持、国民新党は1議席減らした。337人を擁立した幸福実現党は供託金をすべて没収される大差で全員落選した。
一方、自由民主党は119議席を獲得したが、公示前議席より181議席の減少となり、1955年の結党以来初めて衆議院第1党を失った。公明党は公示前議席から10議席少ない21議席となった。
民主党は結党11年目にして衆議院第1党となり、第172回国会で民主党が中心の新政権が発足した。非自民政権としては1993年7月18日に行われた第40回総選挙の結果に基づき、その後の特別国会によって成立した細川内閣以来であった。
平成生まれの人が初めて投票できることとなった最初の国政選挙がこの総選挙（当年4月の補欠選挙でも投票が可能であったが、補欠選挙は無かった）である（2016年の公職選挙法改正による18歳選挙権施行以前は、選挙権年齢は満20歳であった。参院選での平成生まれの人の投票は第22回参議院議員通常選挙から）。
2022年現在、九州地方出身の首相の下で行われた戦後唯一の衆院選である（大型国政選挙としては村山内閣下で第17回参議院議員通常選挙が行われている。細川内閣下では国政選挙がなかった）。

### 選挙前の経緯

#### ねじれ国会
前回の選挙は自由民主党が支持組織を切って無党派を狙うアクロバティックなものであったため、その副作用も大きく内閣総理大臣は小泉純一郎→安倍晋三→福田康夫→麻生太郎と総選挙を経ることなく交代。さらにリーマン・ショックもあって小泉改革の負の側面が顕在化した。この間、2007年7月の第21回参議院議員通常選挙で自由民主党および公明党から成る連立与党が敗北、いわゆる「ねじれ国会」の状況となった。
2008年6月11日に野党が多数を占める参議院で福田康夫首相に対する問責決議が可決（現憲法下で初）された。野党は後期高齢者医療制度を含む国内問題の処理を批判し、解散・総選挙か福田康夫首相の辞任を要求した。与党側は翌6月12日に衆議院で内閣信任決議を可決するものの、福田康夫首相は9月1日に首相辞任を発表。9月22日の自由民主党総裁選挙で勝利した麻生太郎が後継の首相となった。

#### 選挙日程の先送り
当初、マスメディアは自由民主党が麻生人気を背景として、2008年の10月下旬か11月上旬に選挙を行うとみていた。9月から10月にかけて解散・総選挙の日程がさまざまに取りざたされ、話し合い解散を模索する動きもあったが、政権発足時の支持率が40%台と低調だったことに加え、アメリカ合衆国発の金融危機で世界経済に様々な影響が出たこともあり、これらの諸課題に対処するための補正予算成立を先決とし、麻生は選挙を先送りする方針を示した。
2009年に入ると、2月から新型インフルエンザが蔓延するようになり、総選挙と東京都議会議員選挙（7月12日投票）との近接を避けたい公明党への配慮から、与党側では5月までの解散もしくは夏以降の解散が模索され、最終的には8月以降に選挙が実施されるという見方が大勢となった。この間、麻生個人の首相としての資質の問題や、かつてない速さで悪化する経済情勢に加えて、ねじれ国会における野党の審議拒否・審議引き延ばしのために迅速な景気対策がとれなかったため、麻生内閣の支持率は10%台まで落ち込んでいった。2009年3月に西松建設事件で民主党代表小沢一郎の公設第一秘書が逮捕され、この影響で一時支持率は持ち直したものの、日本郵政をめぐる人事問題での鳩山邦夫総務大臣更迭や、宮崎県知事東国原英夫擁立をめぐる自由民主党内の混乱などで再び支持率は下降。
そして、国会の会期を7月28日まで延長したことから、任期満了選挙の場合、8月11日公示、23日投開票の日程が濃厚になった。

#### 解散へ
7月12日に行われた東京都議会議員選挙で自由民主党が惨敗、民主党が都議会第一党となった。翌7月13日、7月21日から24日のいずれかで衆議院解散を行い、8月30日に投開票を行うことで与党が合意したと報じられ、7月17日、麻生が自由民主党を通じて各党に「21日午後に解散詔書朗読のための本会議を開き、衆議院を解散する」との旨を伝えた。
なお、天皇が7月3日から17日の日程でカナダおよびアメリカ合衆国・ハワイを訪問しており、この時期の解散は避けるべきとの自由民主党内での意見に対し、麻生は、皇太子が国事行為を代行できるため、天皇の外国訪問は解散権を制約する要素ではないとの認識を示していたが、最終的には天皇の帰国後に解散の日程が設定されることとなった。
解散する上で、自由民主党の反麻生派が両院議員総会を開催して麻生を辞任させようとする動き（麻生おろし）が障害となっていたが、党幹事長の細田博之は7月17日昼の記者会見で、両院議員総会は開催せず、代わりに、21日午前11時半から両院議員懇談会を開くと発表し、麻生おろしは事実上封印された。これで21日の解散が確定した。
21日午後1時より行われた衆議院本会議で、日本国憲法第7条により衆議院が解散され、同日、政府が選挙日程を決めた。解散から投票日まで憲法が規定する40日間を限度一杯使う選挙となり、任期満了選挙で想定されていた日程より投票日が後になった。麻生は21日午後6時より記者会見を行い、今回の選挙を「安心社会実現選挙」と位置づけ、政党の責任力を問う選挙としたい旨の発言を行った。
野党第一党の民主党は、単独で過半数に届かなくとも、他党と協力することで、政権交代を必ず成し遂げるとした。民主党代表の鳩山由紀夫は「社会民主党、国民新党と一緒に新しい夜明けをつくりたい」、国民新党は「今から3党で政策協議を進めるべきだ」、社会民主党は「民主党から連立要請があれば協議入りする」とコメントした。

## 選挙データ

### 内閣
- 選挙時 : 麻生内閣（第92代）
  - 内閣総理大臣：麻生太郎（第23代自由民主党総裁）
  - 与党：自由民主党、公明党（自公連立政権）
- 選挙後 : 鳩山由紀夫内閣（第93代）
  - 内閣総理大臣：鳩山由紀夫（第7代民主党代表）
  - 与党：民主党、社会民主党、国民新党（民社国連立政権）

### 解散日
- 2009年（平成21年）7月21日

第44回衆議院議員総選挙で当選した議員の任期は、1410日であった。これは、任期満了に伴う選挙となった1972年から1976年までの1461日に続いて、任期満了の場合を除き現行憲法下で最長となっていた。現在は2番目の最長記録となっている。

### 解散名
- 政権選択解散

結果的に自由民主党中心の政権か、民主党中心の政権かを選択する選挙となったことから、選挙後におおむね定着したと考えられる。
なお、選挙当時は特に定まった呼称はなく、以下のような呼称が取り沙汰されていた（記者会見等の場で一時的に発言したものも含まれる）。
- 「政権交代解散」

鳩山由紀夫民主党代表による命名。
- 「がけっぷち解散」

山崎拓前自由民主党副総裁による命名。「野党転落寸前」の意味を込めて。
- 「破れかぶれ解散」

渡部恒三民主党最高顧問による命名。自由民主党若手議員にも同様の呼び方をしていたものもあり。
- 「ミーイズム解散」

新党日本代表田中康夫による命名。自民党内は自分自身さえ再選されればと形振り構わぬミーイズムな状況下であるとして
- 「これしか選択肢がなくなってしまった解散」[16]「麻生降ろし防止解散」[17]

社会民主党党首福島瑞穂による命名。
- 「自民党の解散みたいな解散」

国民新党代表代行亀井静香による命名。自由民主党の“崩壊”を予測して。
- 「バカタロー解散」

民主党中堅議員による命名

### 公示日
- 2009年（平成21年）8月18日

### 投票日
- 2009年（平成21年）8月30日

### 改選数
- 480
  - 小選挙区：300
  - 比例代表：180

### 選挙制度
- 小選挙区比例代表並立制
  - 小選挙区制
  - 比例代表制
    - 地域ブロック：11
      - 北海道ブロック　：08
      - 東北ブロック　　：14
      - 北関東ブロック　：20
      - 南関東ブロック　：22
      - 東京ブロック　　：17
      - 北陸信越ブロック：11
      - 東海ブロック　　：21
      - 近畿ブロック　　：29
      - 中国ブロック　　：11
      - 四国ブロック　　：06
      - 九州ブロック　　：21

投票方法
秘密投票、単記投票、2票制（小選挙区・比例代表）
選挙権
満20歳以上の日本国民
被選挙権
満25歳以上の日本国民
有権者数
104,057,361（男性：50,293,937　女性：53,763,424）
国内：103,949,442（男性：50,239,815　女性：53,709,627）
在外：107,919（男性：54,122　女性：53,797）

### 同日実施の選挙等
国民投票
- 最高裁判所裁判官国民審査

首長選挙
- 茨城県知事選挙
- 神奈川県横浜市長選挙
- 山形県村山市長選挙
- 埼玉県久喜市長選挙
- 愛知県高浜市長選挙

- 京都府城陽市長選挙
- 愛媛県宇和島市長選挙
- 福島県下郷町長選挙
- 神奈川県松田町長選挙
- 静岡県長泉町長選挙

- 和歌山県広川町長選挙

地方議会議員選挙
- 茨城県議会議員補欠選挙
  - 西茨城郡選挙区
  - 那珂郡選挙区
- 神奈川県横浜市会議員補欠選挙
  - 栄区選挙区
  - 青葉区選挙区

- 北海道根室市議会議員選挙
- 石川県羽咋市議会議員選挙
- 愛知県高浜市議会議員補欠選挙
- 京都府城陽市市議会議員選挙
- 大阪府柏原市議会議員選挙

- 大阪府羽曳野市議会議員選挙
- 大阪府摂津市議会議員選挙
- 愛媛県宇和島市議会議員選挙
- 長野県御代田町議会議員選挙
- 静岡県長泉町議会議員選挙

- 山口県和木町議会議員補欠選挙
- 宮崎県高千穂町議会議員選挙
- 長野県高山村議会議員選挙
- 奈良県山添村議会議員選挙

以下の選挙は投開票が予定されていたが、無投票で実施されなかった。
- 愛知県議会議員補欠選挙
  - 名古屋市東区選挙区
- 岐阜県美濃加茂市長選挙
- 佐賀県多久市長選挙
- 北海道本別町長選挙

- 山口県和木町長選挙

## 選挙活動

### 党派別立候補者数
重複を除き、1,374人が立候補した。内訳は、小選挙区1,139人、比例代表区888人（うち比例単独は235人で、残る653人は小選挙区との重複）。
| 党派                                                                               | 党派                   | 計    | 内訳 | 内訳 | 内訳 | 男性  | 女性 | 小選挙区 | 小選挙区 | 小選挙区 | 小選挙区 | 小選挙区 | 小選挙区 | 比例代表 | 比例代表 | 比例代表 | 比例代表 | 比例代表 | 比例代表 | 比例代表 | 比例代表 | 公示前 |
| 党派                                                                               | 党派                   | 計    | 前   | 元   | 新   | 男性  | 女性 | 計       | 前       | 元       | 新       | 男性     | 女性     | 計       | 単独     | 重複     | 前       | 元       | 新       | 男性     | 女性     | 公示前 |
| ---------------------------------------------------------------------------------- | ---------------------- | ----- | ---- | ---- | ---- | ----- | ---- | -------- | -------- | -------- | -------- | -------- | -------- | -------- | -------- | -------- | -------- | -------- | -------- | -------- | -------- | ------ |
|                                                                                    | 自由民主党             | 326   | 279  | 4    | 43   | 299   | 27   | 289      | 258      | 3        | 28       | 265      | 24       | 306      | 37       | 269      | 21       | 1        | 15       | 34       | 3        | 300    |
|                                                                                    | 民主党                 | 330   | 113  | 53   | 164  | 284   | 46   | 271      | 112      | 45       | 114      | 238      | 33       | 327      | 59       | 268      | 1        | 8        | 50       | 46       | 13       | 115    |
|                                                                                    | 公明党                 | 51    | 30   | 3    | 18   | 47    | 4    | 8        | 8        | 0        | 0        | 8        | 0        | 43       | 43       | 0        | 22       | 3        | 18       | 39       | 4        | 31     |
|                                                                                    | 日本共産党             | 171   | 8    | 4    | 159  | 119   | 52   | 152      | 3        | 3        | 146      | 110      | 42       | 79       | 19       | 60       | 5        | 1        | 13       | 9        | 10       | 9      |
|                                                                                    | 社会民主党             | 37    | 7    | 1    | 29   | 25    | 12   | 31       | 7        | 1        | 23       | 23       | 8        | 37       | 6        | 31       | 0        | 0        | 6        | 2        | 4        | 7      |
|                                                                                    | 国民新党               | 18    | 4    | 3    | 11   | 17    | 1    | 9        | 3        | 2        | 4        | 8        | 1        | 18       | 9        | 9        | 1        | 1        | 7        | 9        | 0        | 4      |
|                                                                                    | 改革クラブ             | 1     | 0    | 0    | 1    | 1     | 0    | 1        | 0        | 0        | 1        | 1        | 0        | 1        | 0        | 1        | 0        | 0        | 0        | 0        | 0        | 1      |
|                                                                                    | 新党日本               | 8     | 0    | 0    | 8    | 8     | 0    | 2        | 0        | 0        | 2        | 2        | 0        | 8        | 6        | 2        | 0        | 0        | 6        | 6        | 0        | 0      |
|                                                                                    | みんなの党             | 15    | 4    | 1    | 10   | 12    | 3    | 14       | 3        | 1        | 10       | 11       | 3        | 14       | 1        | 13       | 1        | 0        | 0        | 1        | 0        | 4      |
|                                                                                    | 新党大地               | 4     | 1    | 1    | 2    | 3     | 1    | －       | －       | －       | －       | －       | －       | 4        | 4        | 0        | 1        | 1        | 2        | 3        | 1        | 0      |
|                                                                                    | 幸福実現党             | 337   | 0    | 0    | 337  | 264   | 73   | 288      | 0        | 0        | 288      | 224      | 64       | 49       | 49       | 0        | 0        | 0        | 49       | 40       | 9        | 0      |
|                                                                                    | 新党本質               | 2     | 0    | 0    | 2    | 1     | 1    | －       | －       | －       | －       | －       | －       | 2        | 2        | 0        | 0        | 0        | 2        | 1        | 1        | 0      |
|                                                                                    | 世界経済共同体党       | 1     | 0    | 0    | 1    | 1     | 0    | 1        | 0        | 0        | 1        | 1        | 0        | －       | －       | －       | －       | －       | －       | －       | －       | 0      |
|                                                                                    | 新党フリーウェイクラブ | 1     | 0    | 0    | 1    | 1     | 0    | 1        | 0        | 0        | 1        | 1        | 0        | －       | －       | －       | －       | －       | －       | －       | －       | 0      |
|                                                                                    | スマイル党             | 1     | 0    | 0    | 1    | 1     | 0    | 1        | 0        | 0        | 1        | 1        | 0        | －       | －       | －       | －       | －       | －       | －       | －       | 0      |
|                                                                                    | 森海党                 | 1     | 0    | 0    | 1    | 1     | 0    | 1        | 0        | 0        | 1        | 1        | 0        | －       | －       | －       | －       | －       | －       | －       | －       | 0      |
|                                                                                    | 無所属                 | 70    | 4    | 8    | 58   | 61    | 9    | 70       | 4        | 8        | 58       | 61       | 9        | －       | －       | －       | －       | －       | －       | －       | －       | 6      |
| 合計                                                                               | 合計                   | 1,374 | 451  | 78   | 845  | 1,145 | 229  | 1,139    | 399      | 63       | 677      | 955      | 184      | 888      | 235      | 653      | 52       | 15       | 168      | 190      | 45       | 478    |
| 出典：総務省｜平成21年8月30日執行 衆議院議員総選挙・最高裁判所裁判官国民審査結果調 |                        |       |      |      |      |       |      |          |          |          |          |          |          |          |          |          |          |          |          |          |          |        |

### 党派の動き

第45回衆議院議員総選挙候補者ポスター掲示板（福島県南相馬市福島県第1区）

立候補した政党・政治団体は16。主要政党は、民主党、国民新党を除き軒並み候補を減らしたが、初挑戦の幸福実現党が大量擁立し、他にみんなの党の加入などもあり、立候補者数は前回の1,131人を大幅に上回った。
解散時に国会議員であった者を含め、国会議員が存在し、法律上の政党要件を満たしているのは9党。このうち自由民主党、公明党は連立与党で、改革クラブは事実上の与党として振る舞っている。残りの6党のうち、民主党、社会民主党、国民新党、新党日本の4党は選挙協力を行い、勝利した場合は連立政権に向け協議している。自民党と民主党は単独過半数の候補を立て、民主党は自民党の候補者数を上回った。自民党結党後、総選挙で自民党を上回る数の候補を立てた党が現れたのは、1996年の第41回衆議院議員総選挙における新進党以来2度目である。

#### 与党
- 自由民主党（麻生太郎総裁）
- 公明党（太田昭宏代表）

#### 野党
- 民主党（鳩山由紀夫代表）
- 社会民主党（福島瑞穂党首）
- 国民新党（綿貫民輔代表）
- 新党日本（田中康夫代表）
- 日本共産党（志位和夫委員長）
- みんなの党（渡辺喜美代表）

共産党は候補を減らし、小選挙区制導入以来続けてきた単独過半数の擁立をやめた。

#### 諸派
- 新党大地（鈴木宗男代表）

比例北海道ブロックのみの立候補で、民主党と選挙協力している。
- 幸福実現党（大川隆法総裁）

当初は全選挙区擁立を目指したが、自民党、改革クラブとの保守協力を理由に一部で擁立を見送った。それでも民主党を上回り、この総選挙では最多の立候補者数となった。
- 新党本質（佐野秀光代表）

比例北海道ブロックのみに擁立した。
- 世界経済共同体党（又吉イエス代表）
- 新党フリーウェイクラブ（和合秀典党首）

党首の和合が東京11区から党公認で立候補した。
- スマイル党（マック赤坂総裁）
- 森海党（長友清冨代表）

すべて1人1党で党首のみが小選挙区に立候補している。この他、「豊かな福祉をつくる会」公認として立候補した1人は公示後の8月19日に無所属に変更した。
無所属では、平沼赳夫らが選挙後の新党結成や自民・民主両党との連携を視野に入れ、平沼グループとして行動している（17人）。その他の無所属は自民公認漏れなどの保守系無所属が多いが、民主公認漏れや、少数ではあるが新社会党系などの革新系無所属も立候補している。

#### 公約・マニフェスト
- 自由民主党：自民党の政策「みなさんとの約束」
- 公明党　　：'09 重点政策から（PDFファイル）
- 民主党　　：民主党の政権政策マニフェスト2009
- 社会民主党：衆議院選挙公約2009・概要版 Manifesto（第一次案）
- 国民新党　：国民新党の政権政策
- 日本共産党：「国民が主人公」の新しい日本を――日本共産党の総選挙政策
- 新党日本　：日本「改国」宣言（PDFファイル）
- 改革クラブ：マニフェスト全文版（PDFファイル）
- みんなの党：選挙公約 みんなの党「マニフェスト2009」

##### マニフェスト評価
- PHP総合研究所

研究員がさまざまな視点から今回の衆院選マニフェストを検証する「マニフェスト検証シリーズ」を掲載。
毎年、『マニフェスト白書』を発表している。
- 言論NPO

「政権100日評価」などを発表。「未来選択」（マニフェスト評価専門サイト）を開設。
- 21世紀臨調

前回の2005年衆院選マニフェストの実績を検証する『「政権実績」検証大会』（2009年8月2日）や、2009年衆院選マニフェストを評価する「政権公約検証大会」（2009年8月9日）を開催。経済同友会、連合、日本青年会議所、PHP総合研究所、言論NPO、日本総合研究所、構想日本、チーム・ポリシーウォッチ、全国知事会の9団体が検証結果を発表。
自由民主党のマニフェストへの批判
民主党代表の鳩山由紀夫は、「マニフェストは次の選挙までに何をするかについての国民との契約だ。6年後や8年後では契約にならず、マニフェストとは呼べない。財源も判然とせず無責任。将来は消費税の増税、としかみえない。」と批判。
また、社民党副幹事長保坂展人は「野党の財源が明確でないという批判をずいぶん聞いたが、自民党は非常にあいまいだ」と批判した。
一部新聞社説は工程表がないことを批判している。
民主党のマニフェストへの批判
麻生太郎内閣総理大臣は、「何兆円かかります?5兆数億円かかると記憶しています。前は、（予算を）組み替えたら何となく財源が出てくる話を言っておられたが、無責任。聞こえのよいばらまきの話はきわめて危ない」と批判した。
2009年7月27日に『民主党政策集INDEX2009』』および『政権政策マニフェスト2009を発表したが、後者について、鳩山は「正式なマニフェストではない。正式なマニフェストは公示日からしか配れない。」と述べたため、党の内外から批判された。
自由民主党の公式サイト、政党ビラなどを使い、激しい民主党批判を行ったが、マスコミはもとより有権者からもネガティブ・キャンペーンが行き過ぎているとされた。しかしながら、その後の民主党政権の迷走の結果、後年これら批判CMを再評価する向きも一部にある。

#### キャッチコピー
- 自由民主党　：日本を守る、責任力。
- 公明党　　　：生活を守り抜く。
- 民主党　　　：政権交代。国民の生活が第一。
- 日本共産党　：「国民が主人公」の新しい日本を
- 社会民主党　：生活再建
- 国民新党　　：輝け日本!
- 新党日本　　：日本『改国』宣言
- 改革クラブ　：立ち止まって原点にかえる勇気!
- みんなの党　：「脱官僚」「地域主権」「生活重視」で国民の手に政治を奪還する!
- 新党大地　　：北海道からチェンジ！
- 平沼グループ：日本再建
- 幸福実現党　：政権交代でもなく、現状肯定でもない―新しい選択。
- 新党本質　　：自殺STOP！！命を有効に考えるただひとつの政党

#### プロモーション
選挙期間中、各党は政見放送の他に、テレビCMや新聞、インターネットの動画サイト等を使って積極的にプロモーション展開をした。各党映像でのプロモーションを下記に記す。

##### テレビCM
- 自由民主党　：

自民党CM「日本に宣言 安心」篇
自民党CM「日本に宣言 景気」篇
自民党CM「日本に宣言 国防」篇
- 民主党　　　：

民主党新CM「政治を変える（将来の不安）」篇 Aバージョン
民主党新CM「政治を変える（税金のムダづかい）」篇 Aバージョン
民主党新CM「政治を変える（年金・医療）」篇 Aバージョン
- 日本共産党　：

日本共産党CM「国民が主人公」編
- 社会民主党　：

社民党CM2009年
- 国民新党　　：

国民新党 CM 「ふるさとの情景 編」
- 新党日本　　：

2009新党日本政党CM
- 幸福実現党　：

幸福実現党 TVCM「消費税0編」
幸福実現党CM「憲法改正編」
幸福実現党CM2

##### インターネットCM
- 自由民主党

【自民党ネットCM】プロポーズ篇
【自民党ネットCM】ラーメン篇
【自民党ネットCM】ブレる男たち
【自民党ネットCM】回復を、止めない篇
【自民党ネットCM】政策で選ぶ篇
【自民党ネットCM】論より実行篇
- みんなの党

【みんなの党ネットCM】みんなの党 政党広報コマーシャル 「公務員削減」篇
【みんなの党ネットCM】みんなの党 政党広報コマーシャル (CM) 「給与25%増」篇

## 選挙報道
メディア研究者らでつくる間メディア社会研究会（主査：遠藤薫・学習院大学教授）は、今回の衆議院議員総選挙について、テレビ各局の全番組と有権者意識を分析した。
有権者1000人への意識調査によると、有権者が投票の際に重視した政策テーマは（1）景気対策、（2）年金、（3）医療の順番だったが、放送された番組時間を分析すると、（1）年金、（2）医療、（3）教育の順で、景気対策は年金の1割程度しかなかった。有権者の最大の関心とずれて、結果的に、自由民主党が選挙戦で強調した景気対策が埋没してしまった。
また、同研究会は女優の酒井法子が薬物事件で逮捕された影響も調査した。7月13日から開票日の8月30日までNHKと在京民放5社が放送した全番組を調べたところ、衆議院が解散した7月21日を含む同20日から8月2日までで、総選挙を扱った番組は各週34から37時間。しかし、酒井の夫が逮捕されたことが明らかになった8月4日以降は放送内容が一変し、9日までの1週間で、酒井や同じく薬物事件で逮捕された俳優の押尾学に関する放送時間は54時間55分にものぼった反面、総選挙は17時間52分まで激減したという。芸能ニュースに押され、盛り上がりに欠けたテレビの選挙報道が浮き彫りになった。
遠藤は、テレビは民主党優勢の影響を受けた報道内容だったと指摘した上で、もっと放送量が増えていれば、選挙結果では民主党への支持の振れ幅がさらに大きかった可能性があると分析している。

### 選挙特別番組

#### テレビ
- 地上波
  - NHK『選挙開票速報』（司会：武田真一、小郷知子ほか）
  - NNN『ZERO×選挙2009』（司会：島田紳助・村尾信尚、櫻井翔ほか）
  - ANN『選挙STATION2009』（司会：古舘伊知郎・赤江珠緒ほか）
  - JNN『乱!総選挙2009』（アンカー：後藤謙次、司会：安住紳一郎・小林麻耶、スペシャルコメンテーター：ビートたけしほか）
  - TXN『ニッポン戦略会議〜あすへの提言〜』（司会：小谷真生子・池上彰ほか）
  - FNN『FNNスーパー選挙2009 審判の日』（司会：安藤優子・高島彩ほか）
- BS/CS
  - BS11『2009政権争奪!徹底解説ライブ 今夜変わる日本』（司会：二木啓孝）
  - TBSニュースバード『すべて見せます!最終議席まで』
  - 朝日ニュースター『総選挙特番「政治決戦!選択の時2009」』、『愛川欽也 パックイン総選挙』（司会：愛川欽也）
  - 日テレNEWS24『THE JUDGEMENT 第45回衆議院選挙速報』

#### ラジオ
- TBSラジオ『起きるか!?政権交代 2009年総選挙でバトルトーク』（司会：小西克哉・麻木久仁子ほか）
- 文化放送『政権選択SPECIAL 〜決戦480議席〜』（司会：大竹まこと・阿川佐和子ほか）
- ニッポン放送『ニッポン放送 衆議院選挙開票スペシャル』（司会：上柳昌彦ほか）
- エフエム東京『クロノス衆議院選挙スペシャル〜列島縦断☆POWER TO THE PEOPLE』（司会：中西哲生ほか）
- MBSラジオ『ひとこと言わせろ! 総選挙2009開票特番』（司会：水野晶子・近藤勝重ほか）
- ABCラジオ『ABC選挙スペシャル 今夜決定日本の明日』（司会：浦川泰幸ほか）
- ラジオ大阪『総選挙スペシャル〜「自公」の継続か政権交代か!有権者の選択は!?〜』（司会：梅田淳ほか）

#### インターネット
- THE JOURNAL『言いたい放題・開票同時進行ライブ討論』（司会：高野孟・田中良紹、スタジオゲスト：平野貞夫・二見伸明・宮崎学・横田由美子ほか）
- ニコニコ動画『ニコニコ選挙特番2009』（司会：角谷浩一・松嶋初音、コメンテーター：ひろゆき・堀江貴文ほか）

## 主な争点

### 政局
- 自公連立政権の継続か、民主党中心の政権に政権交代するか
- 麻生内閣の信任
- 小泉構造改革路線の総括

### 政策
- 郵政民営化の見直し
- 地方分権の推進と方向性
- 年金記録問題
- 後期高齢者医療制度などの医療制度改革
- 少子化対策
- 景気・雇用対策

## 選挙結果

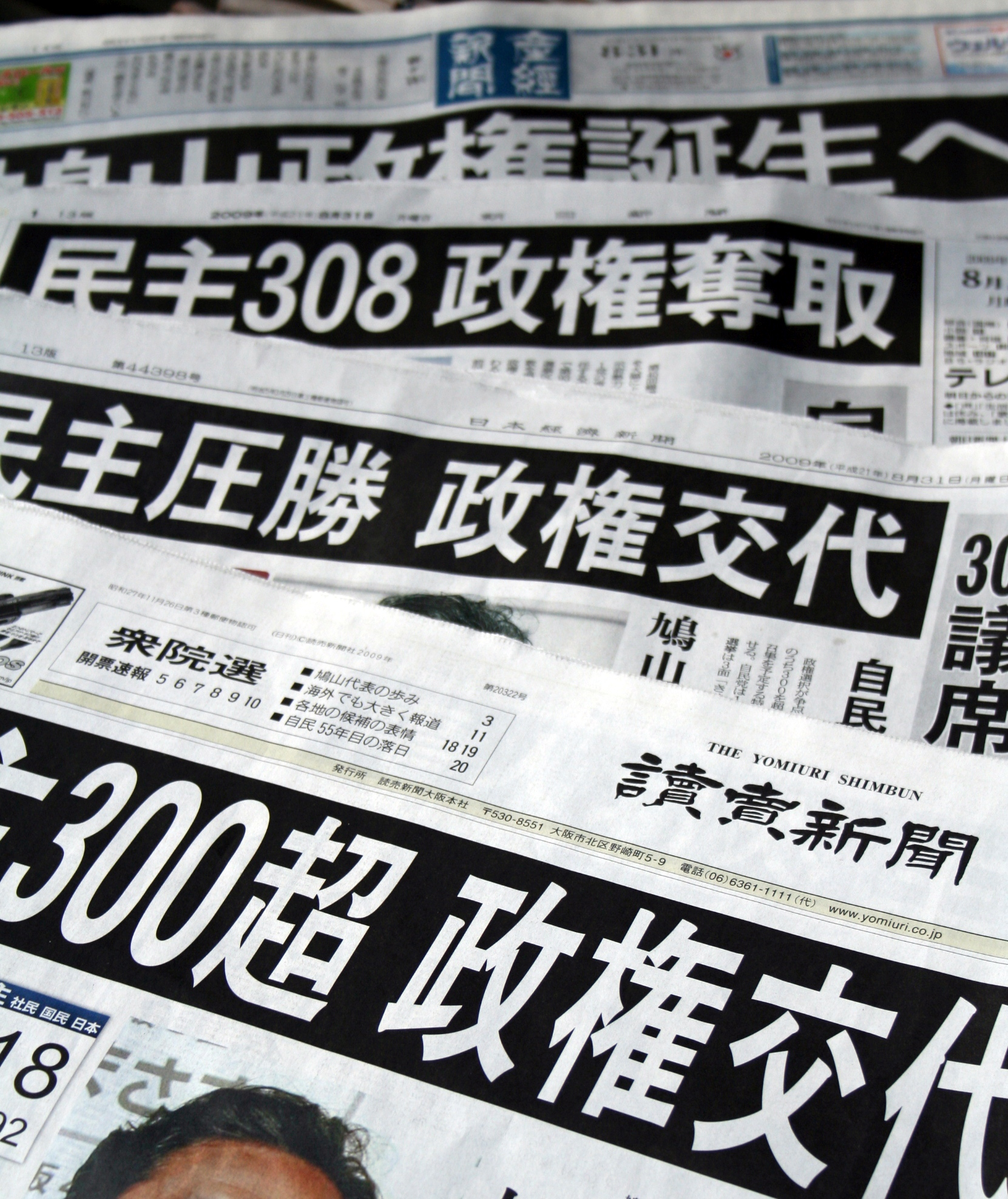
選挙結果を伝える新聞各紙

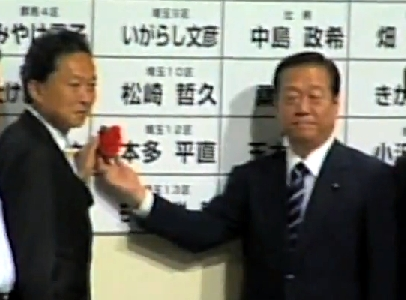
民主党開票センターで当選者の氏名に花をつける鳩山由紀夫と小沢一郎

投票は、全国各地の投票所で一部の投票所を除き午前7時から午後8時まで行われた。東京都新島村は台風接近により、式根島地区の投票を当初予定より4時間繰り上げた。これは、当初投票箱を新島に輸送予定の村営連絡船が台風11号の影響で運航困難となり、自衛隊のヘリコプター輸送に切り替えたための措置である。
投票率は小選挙区が69.28%（前回衆院選67.51%）、比例代表が69.27%（同67.46%）と上昇し、小選挙区比例代表並立制を導入した1996年以降では過去最高を記録した。期日前投票も1,398万4,968人（有権者のうち13.40%）と上昇した。
民主党・社会民主党・国民新党他
野党第一党の民主党は公示前議席から193議席増の308議席を獲得、単一の政党が獲得した議席および議席占有率 (64.2%) は現憲法下で行われている選挙としては過去最高と歴史的大勝となった。前回の郵政選挙で敗れた多くの議員が小選挙区で議席を奪い返し、さらに143人の議員が初当選となり政権交代を実現させた。前回の総選挙では自民党が頻発させた小選挙区の大勝による比例下位候補の当選も中国・四国ブロックを除く各ブロックで発生し、特に東海・近畿両ブロックでは名簿登載者が全員当選となったうえに、近畿ブロックではさらに当選枠が上回ったため、名簿登載者不足として自民党と公明党にそれぞれ当選枠が1名ずつ配分される事態となった。社会民主党は小選挙区で前回の1議席からさらに2議席を上積みした一方、比例区が伸び悩んだが公示前議席を維持した。国民新党は比例区で議席を獲得する事が出来ず、比例北陸信越ブロック単独立候補に回った代表の綿貫民輔と幹事長の亀井久興が落選するなど議席を減らした。新党日本は代表の田中康夫が小選挙区で1議席を得た。比例北海道ブロックのみに候補者を擁立した地域政党の新党大地は選挙前の1議席を維持した。
自由民主党・公明党他
連立与党（自由民主党・公明党）は民主党に対する批判を中心とした選挙活動（ネガティブ・キャンペーン）を展開して巻き返しを図ったが、自由民主党は公示前議席より181議席減の119議席となり、1955年の保守合同による結党以来初めて衆議院第1党の座から転落した。閣僚や党役員経験者も厳しい選挙戦となり、特に元首相の海部俊樹は現行憲法下では3人目の首相経験者の落選となったほか、現職党三役で総務会長の笹川堯、派閥の領袖クラスで元総務会長の堀内光雄や元副総裁の山崎拓、さらには大臣在任中の失言や不祥事などが問題となった前財務大臣の中川昭一、元農水大臣の赤城徳彦と太田誠一、元防衛大臣の久間章生、元厚生労働大臣の柳澤伯夫が落選し、丹羽雄哉、船田元、尾身幸次、谷津義男、深谷隆司、島村宜伸、中山太郎、保岡興治などの閣僚経験者が悉く落選する記録的大敗となった。片山さつき、佐藤ゆかりら前回の選挙で当選し党大勝の原動力となった小泉チルドレンも軒並み落選し、結果として10人のみの当選にとどまった。ほか、武部勤、町村信孝、額賀福志郎、与謝野馨、小池百合子、野田聖子、高市早苗、伊吹文明、中川秀直などの閣僚経験者も選挙区で相次いで敗れ、辛うじて比例復活で当選した。新人候補者もわずか5人しか当選しなかった。公明党も議席を大幅に失い小選挙区制導入以来、21議席と過去最低の議席数となった。特に小選挙区立候補者は比例重複を行わなかったため、代表の太田昭宏、幹事長の北側一雄、元幹事長・元国土交通大臣の冬柴鐵三など幹部クラスも含めて全員が落選した。また、改革クラブは改選の1議席を失い、政党要件（国会議員5人以上）を喪失した（10月に中村喜四郎が入党し、再び政党要件を回復）。
日本共産党・みんなの党
日本共産党は前回同様に小選挙区で議席を得ることはできなかったが、比例区で公示前と同数の9議席を獲得、得票数は前回の選挙の491万9000票から494万4000票と増加した。選挙直前に結成されたみんなの党は、代表の渡辺喜美と江田憲司が小選挙区で当選したほか、比例区も南関東・北関東ブロックを中心に善戦し3議席を獲得して合わせて5議席と漸増させ、国会議員の数としても比例区の得票数としても政党要件を維持した。ただし比例東海・近畿両ブロックでそれぞれ1議席ずつ配分されていたが、重複立候補者が供託金没収点以下であったため比例復活の権利を失い、さらに登載名簿者不足となって民主党に議席配分が移るとなるなど、選挙戦略面での課題を露呈した。
諸派・無所属
衆議院第一党を目指し今回の選挙に挑戦した幸福実現党は、45万9387票の政党得票数を集め一定の存在感を示すが、候補者337名は全員落選し、11億円を超える供託金を没収された。初の議席獲得を目指した新党本質、世界経済共同体党、新党フリーウェイクラブ、スマイル党、森海党も議席獲得はならなかった。
無所属議員は6名当選。そのうち平沼グループのメンバーである平沼赳夫、城内実、小泉龍司の3名が、選挙後に院内会派「国益と国民の生活を守る会」を結成。川口博と川村秀三郎は選挙後に院内会派「民主党・無所属クラブ」に所属。中村喜四郎は改革クラブへ入党した。
このほか、今回の改選では女性議員が54人（全議席の11%）に達し、初当選議員が151人（全議席の31%）誕生した。いずれも過去最高の人数。政党別では民主党が最多の40人となった。一方、前回26人が当選した自民党は8人にとどまった。

### 党派別獲得議席

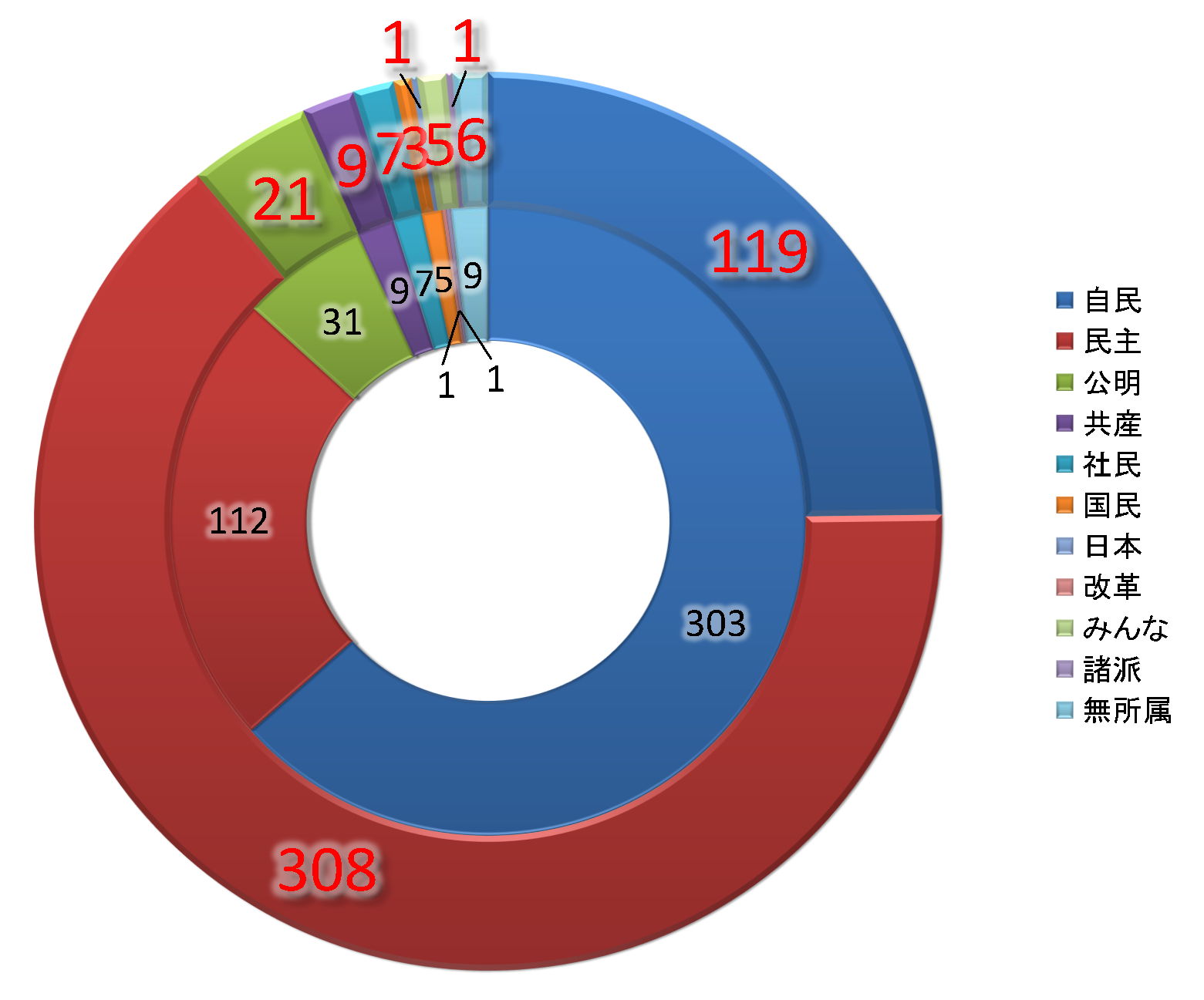
解散時の党派別議席数（内円）
選挙後の党派別議席数（外円）

|                                                                                     |                        |                        |                        |                        |                        |                |          |             |            |          |        |
| 党派                                                                                | 党派                   | 党派                   | 獲得 議席              | 増減                   | 小選挙区               | 小選挙区       | 小選挙区 | 比例代表    | 比例代表   | 比例代表 | 公示前 |
| 党派                                                                                | 党派                   | 党派                   | 獲得 議席              | 増減                   | 議席                   | 得票数         | 得票率   | 議席        | 得票数     | 得票率   | 公示前 |
| 与党（自公）                                                                        | 与党（自公）           | 与党（自公）           | 140                    | 192                    | 64                     | 28,121,616.074 | 39.84%   | 76          | 26,922,365 | 38.26%   | 332    |
|                                                                                     |                        | 自由民主党             | 119                    | 181                    | 64                     | 27,301,982.074 | 38.68%   | 55          | 18,810,217 | 26.73%   | 300    |
|                                                                                     | 公明党                 | 21                     | 010                    | 0                      | 782,984.000            | 1.11%          | 21       | 8,054,007   | 11.45%     | 31       |        |
|                                                                                     | 改革クラブ             | 0                      | 001                    | 0                      | 36,650.000             | 0.05%          | 0        | 58,141      | 0.08%      | 1        |        |
| 野党（民社国他）                                                                    | 野党（民社国他）       | 野党（民社国他）       | 320                    | 193                    | 228                    | 35,802,866.854 | 50.73%   | 92          | 35,032,019 | 49.78%   | 127    |
|                                                                                     |                        | 民主党                 | 308                    | 193                    | 221                    | 33,475,334.854 | 47.43%   | 87          | 29,844,799 | 42.41%   | 115    |
|                                                                                     | 社会民主党             | 7                      | 増減なし               | 3                      | 1,376,739.000          | 1.95%          | 4        | 3,006,160   | 4.27%      | 7        |        |
|                                                                                     | 国民新党               | 3                      | 001                    | 3                      | 730,570.000            | 1.04%          | 0        | 1,219,767   | 1.73%      | 4        |        |
|                                                                                     | 新党日本               | 1                      | 001                    | 1                      | 220,223.000            | 0.31%          | 0        | 528,171     | 0.75%      | 0        |        |
|                                                                                     | 新党大地               | 1                      | 増減なし               | －                     | －                     | －             | 1        | 433,122     | 0.62%      | 1        |        |
| 野党（その他）・無所属                                                              | 野党（その他）・無所属 | 野党（その他）・無所属 | 20                     | 001                    | 8                      | 6,657,197.007  | 9.43%    | 12          | 8,415,871  | 11.96%   | 19     |
|                                                                                     |                        | 日本共産党             | 9                      | 増減なし               | 0                      | 2,978,354.131  | 4.22%    | 9           | 4,943,886  | 7.03%    | 9      |
|                                                                                     | みんなの党             | 5                      | 001                    | 2                      | 615,244.000            | 0.87%          | 3        | 3,005,199   | 4.27%      | 4        |        |
|                                                                                     | 幸福実現党             | 0                      | 増減なし               | 0                      | 1,067,357.003          | 1.51%          | 0        | 459,387     | 0.65%      | 0        |        |
|                                                                                     | 新党本質               | 0                      | 増減なし               | －                     | －                     | －             | 0        | 7,399       | 0.01%      | 0        |        |
|                                                                                     | 新党フリーウェイクラブ | 0                      | 増減なし               | 0                      | 2,360.000              | 0.00%          | －       | －          | －         | 0        |        |
|                                                                                     | 森海党                 | 0                      | 増減なし               | 0                      | 1,520.000              | 0.00%          | －       | －          | －         | 0        |        |
|                                                                                     | スマイル党             | 0                      | 増減なし               | 0                      | 987.000                | 0.00%          | －       | －          | －         | 0        |        |
|                                                                                     | 世界経済共同体党       | 0                      | 増減なし               | 0                      | 718.000                | 0.00%          | －       | －          | －         | 0        |        |
|                                                                                     | 無所属                 | 6                      | 増減なし               | 6                      | 1,986,055.873          | 2.81%          | －       | －          | －         | 6        |        |
|                                                                                     | 欠員                   | 欠員                   | 0                      | 002                    | －                     | －             | －       | －          | －         | －       | 2      |
| 総計                                                                                | 総計                   | 総計                   | 480                    | 増減なし               | 300                    | 70,581,679.935 | 100.0%   | 180         | 70,370,255 | 100.0%   | 480    |
| 有効票数（有効率）                                                                  | 有効票数（有効率）     | 有効票数（有効率）     | 有効票数（有効率）     | 有効票数（有効率）     | 有効票数（有効率）     | 70,581,680     | 98.01%   |             | 70,370,255 | 97.74%   |        |
| 無効票数（無効率）                                                                  | 無効票数（無効率）     | 無効票数（無効率）     | 無効票数（無効率）     | 無効票数（無効率）     | 無効票数（無効率）     | 1,435,587      | 1.99%    | 1,628,866   | 2.26%      |          |        |
| 投票総数                                                                            | 投票総数               | 投票総数               | 投票総数               | 投票総数               | 投票総数               | 72,017,267     | －       | 71,999,121  | －         |          |        |
| 不足数                                                                              | 不足数                 | 不足数                 | 不足数                 | 不足数                 | 不足数                 | 30,549         | －       | 33,266      | －         |          |        |
| 投票者数（投票率）                                                                  | 投票者数（投票率）     | 投票者数（投票率）     | 投票者数（投票率）     | 投票者数（投票率）     | 投票者数（投票率）     | 72,047,816     | 69.24%   | 72,032,387  | 69.22%     |          |        |
| 国内投票者数（投票率）                                                              | 国内投票者数（投票率） | 国内投票者数（投票率） | 国内投票者数（投票率） | 国内投票者数（投票率） | 国内投票者数（投票率） | 72,019,655     | 69.28%   | 72,003,538  | 69.27%     |          |        |
| 在外投票者数（投票率）                                                              | 在外投票者数（投票率） | 在外投票者数（投票率） | 在外投票者数（投票率） | 在外投票者数（投票率） | 在外投票者数（投票率） | 28,161         | 26.09%   | 28,849      | 26.73%     |          |        |
| 棄権者数（棄権率）                                                                  | 棄権者数（棄権率）     | 棄権者数（棄権率）     | 棄権者数（棄権率）     | 棄権者数（棄権率）     | 棄権者数（棄権率）     | 32,009,545     | 30.76%   | 32,024,974  | 30.78%     |          |        |
| 国内棄権者数（棄権率）                                                              | 国内棄権者数（棄権率） | 国内棄権者数（棄権率） | 国内棄権者数（棄権率） | 国内棄権者数（棄権率） | 国内棄権者数（棄権率） | 31,929,787     | 30.72%   | 31,945,904  | 30.73%     |          |        |
| 在外棄権者数（棄権率）                                                              | 在外棄権者数（棄権率） | 在外棄権者数（棄権率） | 在外棄権者数（棄権率） | 在外棄権者数（棄権率） | 在外棄権者数（棄権率） | 79,758         | 73.91%   | 79,070      | 73.27%     |          |        |
| 有権者数                                                                            | 有権者数               | 有権者数               | 有権者数               | 有権者数               | 有権者数               | 104,057,361    | 100.0%   | 104,057,361 | 100.0%     |          |        |
| 国内有権者数（国内率）                                                              | 国内有権者数（国内率） | 国内有権者数（国内率） | 国内有権者数（国内率） | 国内有権者数（国内率） | 国内有権者数（国内率） | 103,949,442    | 99.90%   | 103,949,442 | 99.90%     |          |        |
| 在外有権者数（在外率）                                                              | 在外有権者数（在外率） | 在外有権者数（在外率） | 在外有権者数（在外率） | 在外有権者数（在外率） | 在外有権者数（在外率） | 107,919        | 0.10%    | 107,919     | 0.10%      |          |        |
| 出典：平成21年8月30日執行 衆議院議員総選挙・最高裁判所裁判官国民審査結果調 - 総務省 |                        |                        |                        |                        |                        |                |          |             |            |          |        |

- 無所属議員の内訳は民主系無所属2、平沼グループ3、その他1である。よって、与党の議席数は民主系無所属を含めると322[38]。

小選挙区投票率：69.28%（前回比： 1.77%）
【男性：69.46%（前回比： 2.66%） 女性：69.12%（前回比： 0.94%）】	
在外投票率：26.09%
【男性：28.81% 女性：23.36%】
比例代表投票率：69.27%（前回比： 1.81%）
【男性：69.44%（前回比： 2.69%） 女性：69.11%（前回比： 0.98%）】 		
在外投票率：26.73%（前回比： 0.95%）
【男性：29.35%（前回比： 2.93%） 女性：24.10%（前回比： 1.01%）】

### 党派別当選者内訳
| 党派 | 党派       | 計  | 内訳 | 内訳 | 内訳 | 男性 | 女性 | 小選挙区 | 小選挙区 | 小選挙区 | 小選挙区 | 小選挙区 | 小選挙区 | 比例代表 | 比例代表 | 比例代表 | 比例代表 | 比例代表 | 比例代表 | 比例代表 | 比例代表 |
| 党派 | 党派       | 計  | 前   | 元   | 新   | 男性 | 女性 | 計       | 前       | 元       | 新       | 男性     | 女性     | 計       | 単独     | 重複     | 前       | 元       | 新       | 男性     | 女性     |
| --- | ---------- | --- | ---- | ---- | ---- | ---- | ---- | -------- | -------- | -------- | -------- | -------- | -------- | -------- | -------- | -------- | -------- | -------- | -------- | -------- | -------- |
| | 民主党     | 308 | 113  | 52   | 143  | 268  | 40   | 221      | 107      | 43       | 71       | 200      | 21       | 87       | 44       | 43       | 6        | 9        | 72       | 68       | 19       |
| | 自由民主党 | 119 | 114  | 0    | 5    | 111  | 8    | 64       | 61       | 0        | 3        | 62       | 2        | 55       | 9        | 46       | 53       | 0        | 2        | 49       | 6        |
| | 公明党     | 21  | 19   | 1    | 1    | 18   | 3    | 0        | 0        | 0        | 0        | 0        | 0        | 21       | 21       | 0        | 19       | 1        | 1        | 18       | 3        |
| | 日本共産党 | 9   | 8    | 0    | 1    | 8    | 1    | 0        | 0        | 0        | 0        | 0        | 0        | 9        | 6        | 3        | 8        | 0        | 1        | 8        | 1        |
| | 社会民主党 | 7   | 4    | 0    | 3    | 5    | 2    | 3        | 3        | 0        | 0        | 2        | 1        | 4        | 1        | 3        | 1        | 0        | 3        | 3        | 1        |
| | みんなの党 | 5   | 3    | 0    | 2    | 5    | 0    | 2        | 2        | 0        | 0        | 2        | 0        | 3        | 1        | 2        | 1        | 0        | 2        | 3        | 0        |
| | 国民新党   | 3   | 2    | 1    | 0    | 3    | 0    | 3        | 2        | 1        | 0        | 3        | 0        | 0        | 0        | 0        | 0        | 0        | 0        | 0        | 0        |
| | 新党日本   | 1   | 0    | 0    | 1    | 1    | 0    | 1        | 0        | 0        | 1        | 1        | 0        | 0        | 0        | 0        | 0        | 0        | 0        | 0        | 0        |
| | 新党大地   | 1   | 1    | 0    | 0    | 1    | 0    | －       | －       | －       | －       | －       | －       | 1        | 1        | 0        | 1        | 0        | 0        | 1        | 0        |
| | 無所属     | 6   | 2    | 2    | 2    | 6    | 0    | 6        | 2        | 2        | 2        | 6        | 0        | －       | －       | －       | －       | －       | －       | －       | －       |
| 合計 | 合計       | 480 | 266  | 56   | 158  | 426  | 54   | 300      | 177      | 46       | 77       | 276      | 24       | 180      | 83       | 97       | 89       | 10       | 81       | 150      | 30       |
| 出典：総務省｜平成21年8月30日執行 衆議院議員総選挙・最高裁判所裁判官国民審査結果調 asahi.com（朝日新聞社）：開票結果一覧 - 2009総選挙 2009年9月1日 閲覧。 |            |     |      |      |      |      |      |          |          |          |          |          |          |          |          |          |          |          |          |          |          |

### 都道府県別小選挙区獲得議席

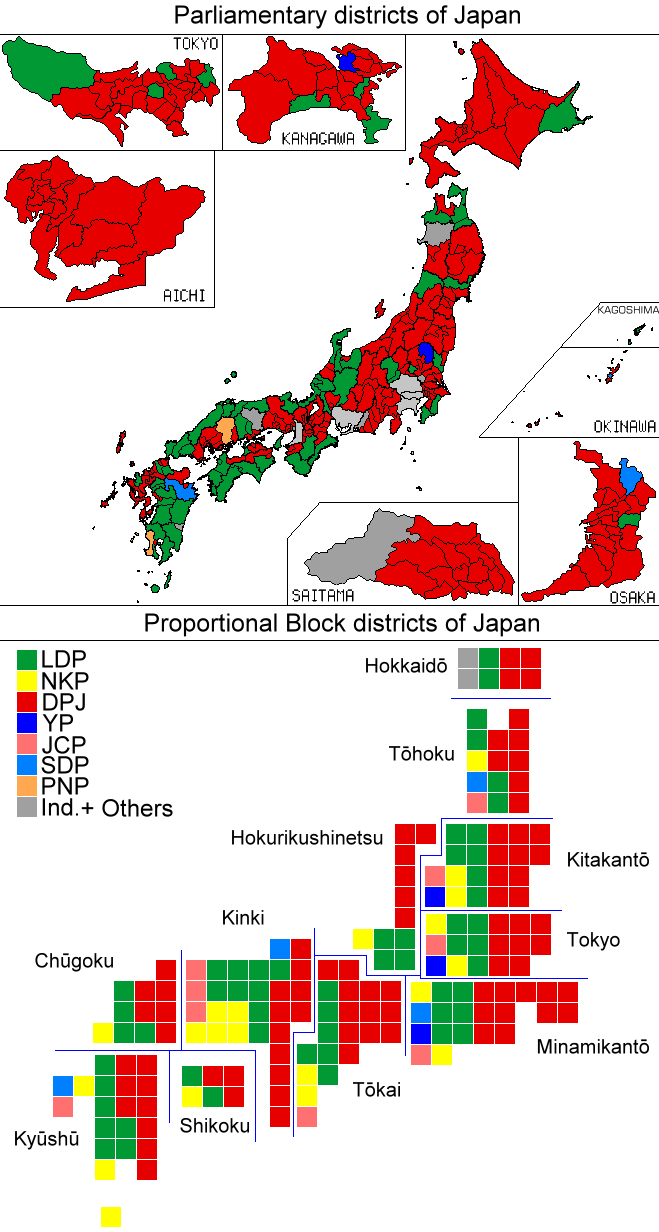
小選挙区獲得議席（上）
比例代表獲得議席（下）
■民主党　■自民党　■公明党　■日本共産党　■国民新党 ■社民党　■みんなの党　■無所属

| 都道府県 | 区数 | 自民 | 公明 | 与党計 | 民主 | 社民 | 国民 | 共産 | みんな | 日本 | 改革 | 諸他 | 野党計 | 与党計 - 野党計 |
| -------- | ---- | ---- | ---- | ------ | ---- | ---- | ---- | ---- | ------ | ---- | ---- | ---- | ------ | --------------- |
| 北海道   | 12   | 1    | 0    | 1      | 11   | 0    | 0    | 0    | 0      | 0    | 0    | 0    | 11     | -10             |
| 青森県   | 4    | 3    | 0    | 3      | 1    | 0    | 0    | 0    | 0      | 0    | 0    | 0    | 1      | 2               |
| 岩手県   | 4    | 0    | 0    | 0      | 4    | 0    | 0    | 0    | 0      | 0    | 0    | 0    | 4      | -4              |
| 宮城県   | 6    | 1    | 0    | 1      | 5    | 0    | 0    | 0    | 0      | 0    | 0    | 0    | 5      | -4              |
| 秋田県   | 3    | 0    | 0    | 0      | 2    | 0    | 0    | 0    | 0      | 0    | 0    | 1    | 3      | -3              |
| 山形県   | 3    | 1    | 0    | 1      | 2    | 0    | 0    | 0    | 0      | 0    | 0    | 0    | 2      | -1              |
| 福島県   | 5    | 0    | 0    | 0      | 5    | 0    | 0    | 0    | 0      | 0    | 0    | 0    | 5      | -5              |
| 茨城県   | 7    | 1    | 0    | 1      | 5    | 0    | 0    | 0    | 0      | 0    | 0    | 1    | 6      | -5              |
| 栃木県   | 5    | 1    | 0    | 1      | 3    | 0    | 0    | 0    | 1      | 0    | 0    | 0    | 4      | -3              |
| 群馬県   | 5    | 2    | 0    | 2      | 3    | 0    | 0    | 0    | 0      | 0    | 0    | 0    | 3      | -1              |
| 埼玉県   | 15   | 0    | 0    | 0      | 14   | 0    | 0    | 0    | 0      | 0    | 0    | 1    | 15     | -15             |
| 千葉県   | 13   | 2    | 0    | 2      | 11   | 0    | 0    | 0    | 0      | 0    | 0    | 0    | 11     | -9              |
| 神奈川県 | 18   | 3    | 0    | 3      | 14   | 0    | 0    | 0    | 1      | 0    | 0    | 0    | 15     | -12             |
| 山梨県   | 3    | 0    | 0    | 0      | 3    | 0    | 0    | 0    | 0      | 0    | 0    | 0    | 3      | -3              |
| 東京都   | 25   | 4    | 0    | 4      | 21   | 0    | 0    | 0    | 0      | 0    | 0    | 0    | 21     | -17             |
| 新潟県   | 6    | 0    | 0    | 0      | 6    | 0    | 0    | 0    | 0      | 0    | 0    | 0    | 6      | -6              |
| 富山県   | 3    | 2    | 0    | 2      | 1    | 0    | 0    | 0    | 0      | 0    | 0    | 0    | 1      | 1               |
| 石川県   | 3    | 1    | 0    | 1      | 2    | 0    | 0    | 0    | 0      | 0    | 0    | 0    | 2      | -1              |
| 福井県   | 3    | 3    | 0    | 3      | 0    | 0    | 0    | 0    | 0      | 0    | 0    | 0    | 0      | 3               |
| 長野県   | 5    | 0    | 0    | 0      | 5    | 0    | 0    | 0    | 0      | 0    | 0    | 0    | 5      | -5              |
| 岐阜県   | 5    | 2    | 0    | 2      | 3    | 0    | 0    | 0    | 0      | 0    | 0    | 0    | 3      | -1              |
| 静岡県   | 8    | 0    | 0    | 0      | 7    | 0    | 0    | 0    | 0      | 0    | 0    | 1    | 8      | -8              |
| 愛知県   | 15   | 0    | 0    | 0      | 15   | 0    | 0    | 0    | 0      | 0    | 0    | 0    | 15     | -15             |
| 三重県   | 5    | 1    | 0    | 1      | 4    | 0    | 0    | 0    | 0      | 0    | 0    | 0    | 4      | -3              |
| 滋賀県   | 4    | 0    | 0    | 0      | 4    | 0    | 0    | 0    | 0      | 0    | 0    | 0    | 4      | -4              |
| 京都府   | 6    | 1    | 0    | 1      | 5    | 0    | 0    | 0    | 0      | 0    | 0    | 0    | 5      | -4              |
| 大阪府   | 19   | 1    | 0    | 1      | 17   | 1    | 0    | 0    | 0      | 0    | 0    | 0    | 18     | -17             |
| 兵庫県   | 12   | 1    | 0    | 1      | 10   | 0    | 0    | 0    | 0      | 1    | 0    | 0    | 11     | -10             |
| 奈良県   | 4    | 1    | 0    | 1      | 3    | 0    | 0    | 0    | 0      | 0    | 0    | 0    | 3      | -2              |
| 和歌山県 | 3    | 1    | 0    | 1      | 2    | 0    | 0    | 0    | 0      | 0    | 0    | 0    | 2      | -1              |
| 鳥取県   | 2    | 2    | 0    | 2      | 0    | 0    | 0    | 0    | 0      | 0    | 0    | 0    | 0      | 2               |
| 島根県   | 2    | 2    | 0    | 2      | 0    | 0    | 0    | 0    | 0      | 0    | 0    | 0    | 0      | 2               |
| 岡山県   | 5    | 2    | 0    | 2      | 2    | 0    | 0    | 0    | 0      | 0    | 0    | 1    | 3      | -1              |
| 広島県   | 7    | 1    | 0    | 1      | 5    | 0    | 1    | 0    | 0      | 0    | 0    | 0    | 6      | -5              |
| 山口県   | 4    | 3    | 0    | 3      | 1    | 0    | 0    | 0    | 0      | 0    | 0    | 0    | 1      | 2               |
| 徳島県   | 3    | 1    | 0    | 1      | 2    | 0    | 0    | 0    | 0      | 0    | 0    | 0    | 2      | -1              |
| 香川県   | 3    | 1    | 0    | 1      | 2    | 0    | 0    | 0    | 0      | 0    | 0    | 0    | 2      | -1              |
| 愛媛県   | 4    | 3    | 0    | 3      | 1    | 0    | 0    | 0    | 0      | 0    | 0    | 0    | 1      | 2               |
| 高知県   | 3    | 3    | 0    | 3      | 0    | 0    | 0    | 0    | 0      | 0    | 0    | 0    | 0      | 3               |
| 福岡県   | 11   | 4    | 0    | 4      | 7    | 0    | 0    | 0    | 0      | 0    | 0    | 0    | 7      | -3              |
| 佐賀県   | 3    | 1    | 0    | 1      | 2    | 0    | 0    | 0    | 0      | 0    | 0    | 0    | 2      | -1              |
| 長崎県   | 4    | 0    | 0    | 0      | 4    | 0    | 0    | 0    | 0      | 0    | 0    | 0    | 4      | -4              |
| 熊本県   | 5    | 3    | 0    | 3      | 2    | 0    | 0    | 0    | 0      | 0    | 0    | 0    | 2      | 1               |
| 大分県   | 3    | 0    | 0    | 0      | 2    | 1    | 0    | 0    | 0      | 0    | 0    | 0    | 3      | -3              |
| 宮崎県   | 3    | 2    | 0    | 2      | 0    | 0    | 0    | 0    | 0      | 0    | 0    | 1    | 1      | 1               |
| 鹿児島県 | 5    | 3    | 0    | 3      | 1    | 0    | 1    | 0    | 0      | 0    | 0    | 0    | 2      | 1               |
| 沖縄県   | 4    | 0    | 0    | 0      | 2    | 1    | 1    | 0    | 0      | 0    | 0    | 0    | 4      | -4              |
| 合計     | 300  | 64   | 0    | 64     | 221  | 3    | 3    | 0    | 2      | 1    | 0    | 6    | 236    | -172            |

### ブロック別比例代表獲得議席
| ブロック | 定数 | 自民 | 公明 | 与党計 | 民主 | 国民 | 社民 | 共産 | みんな | 日本 | 改革 | 大地 | 諸他 | 野党計 | 与党計 - 野党計 |
| -------- | ---- | ---- | ---- | ------ | ---- | ---- | ---- | ---- | ------ | ---- | ---- | ---- | ---- | ------ | --------------- |
| 北海道   | 8    | 2    | 1    | 3      | 4    | 0    | 0    | 0    | 0      | 0    | 0    | 1    | 0    | 5      | -2              |
| 東北     | 14   | 4    | 1    | 5      | 7    | 0    | 1    | 1    | 0      | 0    | 0    | 0    | 0    | 9      | -4              |
| 北関東   | 20   | 6    | 2    | 8      | 10   | 0    | 0    | 1    | 1      | 0    | 0    | 0    | 0    | 12     | -4              |
| 南関東   | 22   | 6    | 2    | 8      | 11   | 0    | 1    | 1    | 1      | 0    | 0    | 0    | 0    | 14     | -6              |
| 東京     | 17   | 5    | 2    | 7      | 8    | 0    | 0    | 1    | 1      | 0    | 0    | 0    | 0    | 10     | -3              |
| 北陸信越 | 11   | 4    | 1    | 5      | 6    | 0    | 0    | 0    | 0      | 0    | 0    | 0    | 0    | 6      | -1              |
| 東海     | 21   | 6    | 2    | 8      | 12   | 0    | 0    | 1    | 0      | 0    | 0    | 0    | 0    | 13     | -5              |
| 近畿     | 29   | 9    | 5    | 14     | 11   | 0    | 1    | 3    | 0      | 0    | 0    | 0    | 0    | 15     | -1              |
| 中国     | 11   | 4    | 1    | 5      | 6    | 0    | 0    | 0    | 0      | 0    | 0    | 0    | 0    | 6      | -1              |
| 四国     | 6    | 2    | 1    | 3      | 3    | 0    | 0    | 0    | 0      | 0    | 0    | 0    | 0    | 3      | 0               |
| 九州沖縄 | 21   | 7    | 3    | 10     | 9    | 0    | 1    | 1    | 0      | 0    | 0    | 0    | 0    | 11     | -1              |
| 合計     | 180  | 55   | 21   | 76     | 87   | 0    | 4    | 9    | 3      | 0    | 0    | 1    | 0    | 104    | -28             |

- 東海ブロック

みんなが小選挙区の得票不足で比例枠（1）を失ったため民主に配分、みんな（1→0）民主（10→11）となった。
- 近畿ブロック

みんなが小選挙区の得票不足で比例枠（1）を失ったため民主に配分、みんな（1→0）民主（13→14）となった。
一方で民主は当選枠（14）が比例候補者（11）を上回ったため自民と公明に配分、民主（14→11）自民（7→9）公明（4→5）となった。

## 政党
| 与党(自公連立政権) 自由民主党：119議席 総裁：麻生太郎 幹事長 ：細田博之 総務会長 ：笹川尭 政務調査会長 ：保利耕輔 国会対策委員長：大島理森 参議院議員会長：尾辻秀久 | 公明党：21議席 代表：太田昭宏 代表代行 ：浜四津敏子 副代表 ：坂口力 草川昭三 東順治 井上義久 幹事長 ：北側一雄 政務調査会長 ：山口那津男 国会対策委員長：漆原良夫 参議院議員会長：草川昭三 最高顧問 ：神崎武法 冬柴鐵三 | |
| 野党 民主党：308議席 代表：鳩山由紀夫 代表代行 ：小沢一郎 菅直人 輿石東 副代表 ：石井一 前原誠司 川端達夫 髙木義明 北澤俊美 円より子 幹事長 ：岡田克也 政策調査会長 ：直嶋正行 国会対策委員長：山岡賢次 参議院議員会長：輿石東（兼） 最高顧問 ：羽田孜 藤井裕久 渡部恒三 | 社会民主党：7議席 党首：福島瑞穂 副党首 ：渕上貞雄 又市征治 幹事長 ：重野安正 政策審議会長 ：阿部知子 国会対策委員長：日森文尋 参議院議員会長：渕上貞雄（兼）                                                           | 国民新党：3議席 代表：綿貫民輔 代表代行 ：亀井静香 副代表 ：亀井郁夫 自見庄三郎 幹事長 ：亀井久興 政策審議会長：自見庄三郎（兼） |
| 日本共産党：9議席 委員長：志位和夫 副委員長 ：浜野忠夫 書記局長 ：市田忠義 政策委員会責任者：小池晃 国会対策委員長 ：穀田恵二 参議院議員団長 ：小池晃（兼） | みんなの党：5議席 代表：渡辺喜美 党務担当：江田憲司 政策担当：浅尾慶一郎 | 新党日本：1議席 代表：田中康夫 副代表：有田芳生                                                                                  |

諸派：1議席
- 1議席（1団体）

新党大地：鈴木宗男（比例北海道）

## 議員

### 小選挙区当選者
民主党   自由民主党   みんなの党   社会民主党   国民新党   新党日本   無所属 
| 都道府県 | 区   | 当選者     | 区   | 当選者     | 区   | 当選者     | 区   | 当選者       | 区   | 当選者     | ブロック | 増減（前回比）                                               |
| -------- | ---- | ---------- | ---- | ---------- | ---- | ---------- | ---- | ------------ | ---- | ---------- | -------- | ------------------------------------------------------------ |
| 北海道   | 1区  | 横路孝弘   | 2区  | 三井辨雄   | 3区  | 荒井聰     | 4区  | 鉢呂吉雄     | 5区  | 小林千代美 | 北海道   | 民主党 8→11 自民党 4→1                                       |
| 北海道   | 6区  | 佐々木隆博 | 7区  | 伊東良孝   | 8区  | 逢坂誠二   | 9区  | 鳩山由紀夫   | 10区 | 小平忠正   | 北海道   | 民主党 8→11 自民党 4→1                                       |
| 北海道   | 11区 | 石川知裕   | 12区 | 松木謙公   |      |            |      |              |      |            | 北海道   | 民主党 8→11 自民党 4→1                                       |
| 青森県   | 1区  | 横山北斗   | 2区  | 江渡聡徳   | 3区  | 大島理森   | 4区  | 木村太郎     |      |            | 東北     | 民主党 7→19 自民党 17→5 無所属 1→1                           |
| 岩手県   | 1区  | 階猛       | 2区  | 畑浩治     | 3区  | 黄川田徹   | 4区  | 小沢一郎     |      |            | 東北     | 民主党 7→19 自民党 17→5 無所属 1→1                           |
| 宮城県   | 1区  | 郡和子     | 2区  | 斎藤恭紀   | 3区  | 橋本清仁   | 4区  | 石山敬貴     | 5区  | 安住淳     | 東北     | 民主党 7→19 自民党 17→5 無所属 1→1                           |
| 宮城県   | 6区  | 小野寺五典 |      |            |      |            |      |              |      |            | 東北     | 民主党 7→19 自民党 17→5 無所属 1→1                           |
| 秋田県   | 1区  | 寺田学     | 2区  | 川口博     | 3区  | 京野公子   |      |              |      |            | 東北     | 民主党 7→19 自民党 17→5 無所属 1→1                           |
| 山形県   | 1区  | 鹿野道彦   | 2区  | 近藤洋介   | 3区  | 加藤紘一   |      |              |      |            | 東北     | 民主党 7→19 自民党 17→5 無所属 1→1                           |
| 福島県   | 1区  | 石原洋三郎 | 2区  | 太田和美   | 3区  | 玄葉光一郎 | 4区  | 渡部恒三     | 5区  | 吉田泉     | 東北     | 民主党 7→19 自民党 17→5 無所属 1→1                           |
| 茨城県   | 1区  | 福島伸享   | 2区  | 石津政雄   | 3区  | 小泉俊明   | 4区  | 梶山弘志     | 5区  | 大畠章宏   | 北関東   | 自民党 27→4 民主党 4→25 無所属 1→2 みんなの党 0→1            |
| 茨城県   | 6区  | 大泉博子   | 7区  | 中村喜四郎 |      |            |      |              |      |            | 北関東   | 自民党 27→4 民主党 4→25 無所属 1→2 みんなの党 0→1            |
| 栃木県   | 1区  | 石森久嗣   | 2区  | 福田昭夫   | 3区  | 渡辺喜美   | 4区  | 山岡賢次     | 5区  | 茂木敏充   | 北関東   | 自民党 27→4 民主党 4→25 無所属 1→2 みんなの党 0→1            |
| 群馬県   | 1区  | 宮崎岳志   | 2区  | 石関貴史   | 3区  | 柿沼正明   | 4区  | 福田康夫     | 5区  | 小渕優子   | 北関東   | 自民党 27→4 民主党 4→25 無所属 1→2 みんなの党 0→1            |
| 埼玉県   | 1区  | 武正公一   | 2区  | 石田勝之   | 3区  | 細川律夫   | 4区  | 神風英男     | 5区  | 枝野幸男   | 北関東   | 自民党 27→4 民主党 4→25 無所属 1→2 みんなの党 0→1            |
| 埼玉県   | 6区  | 大島敦     | 7区  | 小宮山泰子 | 8区  | 小野塚勝俊 | 9区  | 五十嵐文彦   | 10区 | 松崎哲久   | 北関東   | 自民党 27→4 民主党 4→25 無所属 1→2 みんなの党 0→1            |
| 埼玉県   | 11区 | 小泉龍司   | 12区 | 本多平直   | 13区 | 森岡洋一郎 | 14区 | 中野譲       | 15区 | 高山智司   | 北関東   | 自民党 27→4 民主党 4→25 無所属 1→2 みんなの党 0→1            |
| 千葉県   | 1区  | 田嶋要     | 2区  | 黒田雄     | 3区  | 岡島一正   | 4区  | 野田佳彦     | 5区  | 村越祐民   | 南関東   | 民主党 2→28 自民党 28→5 みんなの党 0→1 公明党 1→0 無所属 3→0 |
| 千葉県   | 6区  | 生方幸夫   | 7区  | 内山晃     | 8区  | 松崎公昭   | 9区  | 奥野総一郎   | 10区 | 谷田川元   | 南関東   | 民主党 2→28 自民党 28→5 みんなの党 0→1 公明党 1→0 無所属 3→0 |
| 千葉県   | 11区 | 森英介     | 12区 | 浜田靖一   | 13区 | 若井康彦   |      |              |      |            | 南関東   | 民主党 2→28 自民党 28→5 みんなの党 0→1 公明党 1→0 無所属 3→0 |
| 神奈川県 | 1区  | 中林美恵子 | 2区  | 菅義偉     | 3区  | 岡本英子   | 4区  | 長島一由     | 5区  | 田中慶秋   | 南関東   | 民主党 2→28 自民党 28→5 みんなの党 0→1 公明党 1→0 無所属 3→0 |
| 神奈川県 | 6区  | 池田元久   | 7区  | 首藤信彦   | 8区  | 江田憲司   | 9区  | 笠浩史       | 10区 | 城島光力   | 南関東   | 民主党 2→28 自民党 28→5 みんなの党 0→1 公明党 1→0 無所属 3→0 |
| 神奈川県 | 11区 | 小泉進次郎 | 12区 | 中塚一宏   | 13区 | 橘秀徳     | 14区 | 本村賢太郎   | 15区 | 河野太郎   | 南関東   | 民主党 2→28 自民党 28→5 みんなの党 0→1 公明党 1→0 無所属 3→0 |
| 神奈川県 | 16区 | 後藤祐一   | 17区 | 神山洋介   | 18区 | 樋高剛     |      |              |      |            | 南関東   | 民主党 2→28 自民党 28→5 みんなの党 0→1 公明党 1→0 無所属 3→0 |
| 山梨県   | 1区  | 小沢鋭仁   | 2区  | 坂口岳洋   | 3区  | 後藤斎     |      |              |      |            | 南関東   | 民主党 2→28 自民党 28→5 みんなの党 0→1 公明党 1→0 無所属 3→0 |
| 東京都   | 1区  | 海江田万里 | 2区  | 中山義活   | 3区  | 松原仁     | 4区  | 藤田憲彦     | 5区  | 手塚仁雄   | 東京     | 民主党 1→21 自民党 23→4 公明党 1→0                           |
| 東京都   | 6区  | 小宮山洋子 | 7区  | 長妻昭     | 8区  | 石原伸晃   | 9区  | 木内孝胤     | 10区 | 江端貴子   | 東京     | 民主党 1→21 自民党 23→4 公明党 1→0                           |
| 東京都   | 11区 | 下村博文   | 12区 | 青木愛     | 13区 | 平山泰朗   | 14区 | 木村剛司     | 15区 | 東祥三     | 東京     | 民主党 1→21 自民党 23→4 公明党 1→0                           |
| 東京都   | 16区 | 初鹿明博   | 17区 | 平沢勝栄   | 18区 | 菅直人     | 19区 | 末松義規     | 20区 | 加藤公一   | 東京     | 民主党 1→21 自民党 23→4 公明党 1→0                           |
| 東京都   | 21区 | 長島昭久   | 22区 | 山花郁夫   | 23区 | 櫛渕万里   | 24区 | 阿久津幸彦   | 25区 | 井上信治   | 東京     | 民主党 1→21 自民党 23→4 公明党 1→0                           |
| 新潟県   | 1区  | 西村智奈美 | 2区  | 鷲尾英一郎 | 3区  | 黒岩宇洋   | 4区  | 菊田真紀子   | 5区  | 田中眞紀子 | 北陸信越 | 民主党 5→14 自民党 13→6 国民新 1→0 無所属 1→0                |
| 新潟県   | 6区  | 筒井信隆   |      |            |      |            |      |              |      |            | 北陸信越 | 民主党 5→14 自民党 13→6 国民新 1→0 無所属 1→0                |
| 富山県   | 1区  | 村井宗明   | 2区  | 宮腰光寛   | 3区  | 橘慶一郎   |      |              |      |            | 北陸信越 | 民主党 5→14 自民党 13→6 国民新 1→0 無所属 1→0                |
| 石川県   | 1区  | 奥田建     | 2区  | 森喜朗     | 3区  | 近藤和也   |      |              |      |            | 北陸信越 | 民主党 5→14 自民党 13→6 国民新 1→0 無所属 1→0                |
| 福井県   | 1区  | 稲田朋美   | 2区  | 山本拓     | 3区  | 高木毅     |      |              |      |            | 北陸信越 | 民主党 5→14 自民党 13→6 国民新 1→0 無所属 1→0                |
| 長野県   | 1区  | 篠原孝     | 2区  | 下条みつ   | 3区  | 羽田孜     | 4区  | 矢崎公二     | 5区  | 加藤学     | 北陸信越 | 民主党 5→14 自民党 13→6 国民新 1→0 無所属 1→0                |
| 岐阜県   | 1区  | 柴橋正直   | 2区  | 棚橋泰文   | 3区  | 園田康博   | 4区  | 金子一義     | 5区  | 阿知波吉信 | 東海     | 民主党 10→29 自民党 21→3 無所属 2→1                          |
| 静岡県   | 1区  | 牧野聖修   | 2区  | 津川祥吾   | 3区  | 小山展弘   | 4区  | 田村謙治     | 5区  | 細野豪志   | 東海     | 民主党 10→29 自民党 21→3 無所属 2→1                          |
| 静岡県   | 6区  | 渡辺周     | 7区  | 城内実     | 8区  | 斉藤進     |      |              |      |            | 東海     | 民主党 10→29 自民党 21→3 無所属 2→1                          |
| 愛知県   | 1区  | 佐藤夕子   | 2区  | 古川元久   | 3区  | 近藤昭一   | 4区  | 牧義夫       | 5区  | 赤松広隆   | 東海     | 民主党 10→29 自民党 21→3 無所属 2→1                          |
| 愛知県   | 6区  | 石田芳弘   | 7区  | 山尾志桜里 | 8区  | 伴野豊     | 9区  | 岡本充功     | 10区 | 杉本和巳   | 東海     | 民主党 10→29 自民党 21→3 無所属 2→1                          |
| 愛知県   | 11区 | 古本伸一郎 | 12区 | 中根康浩   | 13区 | 大西健介   | 14区 | 鈴木克昌     | 15区 | 森本和義   | 東海     | 民主党 10→29 自民党 21→3 無所属 2→1                          |
| 三重県   | 1区  | 中井洽     | 2区  | 中川正春   | 3区  | 岡田克也   | 4区  | 森本哲生     | 5区  | 三ツ矢憲生 | 東海     | 民主党 10→29 自民党 21→3 無所属 2→1                          |
| 滋賀県   | 1区  | 川端達夫   | 2区  | 田島一成   | 3区  | 三日月大造 | 4区  | 奥村展三     |      |            | 近畿     | 民主党 8→41 自民党 34→5 社民党 0→1 新党日本 0→1 公明党 6→0   |
| 京都府   | 1区  | 平智之     | 2区  | 前原誠司   | 3区  | 泉健太     | 4区  | 北神圭朗     | 5区  | 谷垣禎一   | 近畿     | 民主党 8→41 自民党 34→5 社民党 0→1 新党日本 0→1 公明党 6→0   |
| 京都府   | 6区  | 山井和則   |      |            |      |            |      |              |      |            | 近畿     | 民主党 8→41 自民党 34→5 社民党 0→1 新党日本 0→1 公明党 6→0   |
| 大阪府   | 1区  | 熊田篤嗣   | 2区  | 萩原仁     | 3区  | 中島正純   | 4区  | 吉田治       | 5区  | 稲見哲男   | 近畿     | 民主党 8→41 自民党 34→5 社民党 0→1 新党日本 0→1 公明党 6→0   |
| 大阪府   | 6区  | 村上史好   | 7区  | 藤村修     | 8区  | 中野寛成   | 9区  | 大谷信盛     | 10区 | 辻元清美   | 近畿     | 民主党 8→41 自民党 34→5 社民党 0→1 新党日本 0→1 公明党 6→0   |
| 大阪府   | 11区 | 平野博文   | 12区 | 樽床伸二   | 13区 | 西野陽     | 14区 | 長尾敬       | 15区 | 大谷啓     | 近畿     | 民主党 8→41 自民党 34→5 社民党 0→1 新党日本 0→1 公明党 6→0   |
| 大阪府   | 16区 | 森山浩行   | 17区 | 辻恵       | 18区 | 中川治     | 19区 | 長安豊       |      |            | 近畿     | 民主党 8→41 自民党 34→5 社民党 0→1 新党日本 0→1 公明党 6→0   |
| 兵庫県   | 1区  | 井戸正枝   | 2区  | 向山好一   | 3区  | 土肥隆一   | 4区  | 高橋昭一     | 5区  | 梶原康弘   | 近畿     | 民主党 8→41 自民党 34→5 社民党 0→1 新党日本 0→1 公明党 6→0   |
| 兵庫県   | 6区  | 市村浩一郎 | 7区  | 石井登志郎 | 8区  | 田中康夫   | 9区  | 西村康稔     | 10区 | 岡田康裕   | 近畿     | 民主党 8→41 自民党 34→5 社民党 0→1 新党日本 0→1 公明党 6→0   |
| 兵庫県   | 11区 | 松本剛明   | 12区 | 山口壯     |      |            |      |              |      |            | 近畿     | 民主党 8→41 自民党 34→5 社民党 0→1 新党日本 0→1 公明党 6→0   |
| 奈良県   | 1区  | 馬淵澄夫   | 2区  | 滝実       | 3区  | 吉川政重   | 4区  | 田野瀬良太郎 |      |            | 近畿     | 民主党 8→41 自民党 34→5 社民党 0→1 新党日本 0→1 公明党 6→0   |
| 和歌山県 | 1区  | 岸本周平   | 2区  | 阪口直人   | 3区  | 二階俊博   |      |              |      |            | 近畿     | 民主党 8→41 自民党 34→5 社民党 0→1 新党日本 0→1 公明党 6→0   |
| 鳥取県   | 1区  | 石破茂     | 2区  | 赤沢亮正   |      |            |      |              |      |            | 中国     | 自民党 16→10 民主党 2→8 国民新 1→1 無所属 1→1                |
| 島根県   | 1区  | 細田博之   | 2区  | 竹下亘     |      |            |      |              |      |            | 中国     | 自民党 16→10 民主党 2→8 国民新 1→1 無所属 1→1                |
| 岡山県   | 1区  | 逢沢一郎   | 2区  | 津村啓介   | 3区  | 平沼赳夫   | 4区  | 柚木道義     | 5区  | 加藤勝信   | 中国     | 自民党 16→10 民主党 2→8 国民新 1→1 無所属 1→1                |
| 広島県   | 1区  | 岸田文雄   | 2区  | 松本大輔   | 3区  | 橋本博明   | 4区  | 空本誠喜     | 5区  | 三谷光男   | 中国     | 自民党 16→10 民主党 2→8 国民新 1→1 無所属 1→1                |
| 広島県   | 6区  | 亀井静香   | 7区  | 和田隆志   |      |            |      |              |      |            | 中国     | 自民党 16→10 民主党 2→8 国民新 1→1 無所属 1→1                |
| 山口県   | 1区  | 高村正彦   | 2区  | 平岡秀夫   | 3区  | 河村建夫   | 4区  | 安倍晋三     |      |            | 中国     | 自民党 16→10 民主党 2→8 国民新 1→1 無所属 1→1                |
| 徳島県   | 1区  | 仙谷由人   | 2区  | 高井美穂   | 3区  | 後藤田正純 |      |              |      |            | 四国     | 自民党 11→8 民主党 1→5 無所属 1→0                            |
| 香川県   | 1区  | 小川淳也   | 2区  | 玉木雄一郎 | 3区  | 大野功統   |      |              |      |            | 四国     | 自民党 11→8 民主党 1→5 無所属 1→0                            |
| 愛媛県   | 1区  | 塩崎恭久   | 2区  | 村上誠一郎 | 3区  | 白石洋一   | 4区  | 山本公一     |      |            | 四国     | 自民党 11→8 民主党 1→5 無所属 1→0                            |
| 高知県   | 1区  | 福井照     | 2区  | 中谷元     | 3区  | 山本有二   |      |              |      |            | 四国     | 自民党 11→8 民主党 1→5 無所属 1→0                            |
| 福岡県   | 1区  | 松本龍     | 2区  | 稲富修二   | 3区  | 藤田一枝   | 4区  | 古賀敬章     | 5区  | 楠田大蔵   | 九州     | 民主党 4→20 自民党 25→13 国民新 0→2 社民党 1→2 無所属 8→1    |
| 福岡県   | 6区  | 鳩山邦夫   | 7区  | 古賀誠     | 8区  | 麻生太郎   | 9区  | 緒方林太郎   | 10区 | 城井崇     | 九州     | 民主党 4→20 自民党 25→13 国民新 0→2 社民党 1→2 無所属 8→1    |
| 福岡県   | 11区 | 武田良太   |      |            |      |            |      |              |      |            | 九州     | 民主党 4→20 自民党 25→13 国民新 0→2 社民党 1→2 無所属 8→1    |
| 佐賀県   | 1区  | 原口一博   | 2区  | 大串博志   | 3区  | 保利耕輔   |      |              |      |            | 九州     | 民主党 4→20 自民党 25→13 国民新 0→2 社民党 1→2 無所属 8→1    |
| 長崎県   | 1区  | 髙木義明   | 2区  | 福田衣里子 | 3区  | 山田正彦   | 4区  | 宮島大典     |      |            | 九州     | 民主党 4→20 自民党 25→13 国民新 0→2 社民党 1→2 無所属 8→1    |
| 熊本県   | 1区  | 松野頼久   | 2区  | 福嶋健一郎 | 3区  | 坂本哲志   | 4区  | 園田博之     | 5区  | 金子恭之   | 九州     | 民主党 4→20 自民党 25→13 国民新 0→2 社民党 1→2 無所属 8→1    |
| 大分県   | 1区  | 吉良州司   | 2区  | 重野安正   | 3区  | 横光克彦   |      |              |      |            | 九州     | 民主党 4→20 自民党 25→13 国民新 0→2 社民党 1→2 無所属 8→1    |
| 宮崎県   | 1区  | 川村秀三郎 | 2区  | 江藤拓     | 3区  | 古川禎久   |      |              |      |            | 九州     | 民主党 4→20 自民党 25→13 国民新 0→2 社民党 1→2 無所属 8→1    |
| 鹿児島県 | 1区  | 川内博史   | 2区  | 徳田毅     | 3区  | 松下忠洋   | 4区  | 小里泰弘     | 5区  | 森山裕     | 九州     | 民主党 4→20 自民党 25→13 国民新 0→2 社民党 1→2 無所属 8→1    |
| 沖縄県   | 1区  | 下地幹郎   | 2区  | 照屋寛徳   | 3区  | 玉城デニー | 4区  | 瑞慶覧長敏   |      |            | 九州     | 民主党 4→20 自民党 25→13 国民新 0→2 社民党 1→2 無所属 8→1    |

#### 補欠選挙
| 年   | 月    | 選挙区    | 新旧別 | 当選者   | 当選政党   | 欠員       | 欠員政党 | 欠員事由      |
| ---- | ----- | --------- | ------ | -------- | ---------- | ---------- | -------- | ------------- |
| 2010 | 10.24 | 北海道5区 | 前     | 町村信孝 | 自由民主党 | 小林千代美 | 民主党   | 2010.6.17辞職 |
| 2011 | 4.24  | 愛知6区   | 元     | 丹羽秀樹 | 自由民主党 | 石田芳弘   | 民主党   | 2011.1.11辞職 |
| 2012 | 10.28 | 鹿児島3区 | 元     | 宮路和明 | 自由民主党 | 松下忠洋   | 国民新党 | 2012.9.10死去 |

### 比例区当選者
民主党   自由民主党   公明党   みんなの党   社会民主党   日本共産党   新党大地 
|    | 北海道   | 東北         | 北関東     | 南関東     | 東京       | 北陸信越   | 東海       | 近畿       | 中国     | 四国     | 九州       |
| -- | -------- | ------------ | ---------- | ---------- | ---------- | ---------- | ---------- | ---------- | -------- | -------- | ---------- |
| 1  | 仲野博子 | 田名部匡代   | 高野守     | 三村和也   | 早川久美子 | 糸川正晃   | 藤田大助   | 大西孝典   | 湯原俊二 | 仁木博文 | 皆吉稲生   |
| 2  | 武部勤   | 吉野正芳     | 佐田玄一郎 | 甘利明     | 鴨下一郎   | 長島忠美   | 田村憲久   | 近藤三津枝 | 阿部俊子 | 平井卓也 | 野田毅     |
| 3  | 山崎摩耶 | 津島恭一     | 富岡芳忠   | 金子健一   | 竹田光明   | 田中美絵子 | 今井雅人   | 小原舞     | 高井崇志 | 永江孝子 | 後藤英友   |
| 4  | 山岡達丸 | 中野渡詔子   | 三宅雪子   | 中後淳     | 石毛鍈子   | 松宮勲     | 橋本勉     | 玉置公良   | 村田吉隆 | 山口俊一 | 神崎武法   |
| 5  | 鈴木宗男 | 秋葉賢也     | 額賀福志郎 | 林幹雄     | 平将明     | 北村茂男   | 塩谷立     | 池坊保子   | 菅川洋   | 高橋英行 | 山本幸三   |
| 6  | 町村信孝 | 和嶋未希     | 石井啓一   | 勝又恒一郎 | 高木陽介   | 笹木竜三   | 斉木武志   | 柳本卓治   | 斉藤鉄夫 | 石田祝稔 | 古賀一成   |
| 7  | 稲津久   | 井上義久     | 柳田和己   | 富田茂之   | 小林興起   | 馳浩       | 坂口力     | 室井秀子   | 河井克行 |          | 谷川弥一   |
| 8  | 工藤仁美 | 遠藤利明     | 永岡桂子   | 松本純     | 笠井亮     | 沓掛哲男   | 笠原多見子 | 穀田恵二   | 花咲宏基 |          | 野田国義   |
| 9  |          | 高松和夫     | 川口浩     | 横粂勝仁   | 与謝野馨   | 若泉征三   | 野田聖子   | 熊谷貞俊   | 中川秀直 |          | 打越明司   |
| 10 |          | 菊池長右ェ門 | 山内康一   | 山崎誠     | 吉田公一   | 長勢甚遠   | 金森正     | 高市早苗   | 高邑勉   |          | 東順治     |
| 11 |          | 山口和之     | 石井章     | 浅尾慶一郎 | 川島智太郎 | 漆原良夫   | 山田良司   | 浜本宏     | 小室寿明 |          | 衛藤征士郎 |
| 12 |          | 金田勝年     | 新藤義孝   | 志位和夫   | 小池百合子 |            | 古屋圭司   | 西博義     |          |          | 中島隆利   |
| 13 |          | 吉泉秀男     | 塩川鉄也   | 齋藤健     | 柿沢未途   |            | 佐々木憲昭 | 渡辺義彦   |          |          | 北村誠吾   |
| 14 |          | 高橋千鶴子   | 野木実     | 藤井裕久   | 中津川博郷 |            | 吉田統彦   | 竹本直一   |          |          | 道休誠一郎 |
| 15 |          |              | 遠藤乙彦   | 田中和徳   | 高木美智代 |            | 大口善徳   | 河上満栄   |          |          | 赤嶺政賢   |
| 16 |          |              | 中島政希   | 水野智彦   | 渡辺浩一郎 |            | 大村秀章   | 吉井英勝   |          |          | 網屋信介   |
| 17 |          |              | 柴山昌彦   | 古屋範子   | 菅原一秀   |            | 三輪信昭   | 松岡広隆   |          |          | 江田康幸   |
| 18 |          |              | 桑原功     | 松野博一   |            |            | 登載者不足 | 石田真敏   |          |          | 岩屋毅     |
| 19 |          |              | 佐藤勉     | 石田三示   |            |            | 小林正枝   | 佐藤茂樹   |          |          | 山本剛正   |
| 20 |          |              | 玉木朝子   | 阿部知子   |            |            | 川崎二郎   | 豊田潤多郎 |          |          | 川越孝洋   |
| 21 |          |              |            | 斎藤勁     |            |            | 大山昌宏   | 登載者不足 |          |          | 今村雅弘   |
| 22 |          |              |            | 相原史乃   |            |            | 磯谷香代子 | 松浪健太   |          |          |            |
| 23 |          |              |            |            |            |            |            | 樋口俊一   |          |          |            |
| 24 |          |              |            |            |            |            |            | 服部良一   |          |          |            |
| 25 |          |              |            |            |            |            |            | 登載者不足 |          |          |            |
| 26 |          |              |            |            |            |            |            | 伊吹文明   |          |          |            |
| 27 |          |              |            |            |            |            |            | 登載者不足 |          |          |            |
| 28 |          |              |            |            |            |            |            | 竹内譲     |          |          |            |
| 29 |          |              |            |            |            |            |            | 宮本岳志   |          |          |            |
| 30 |          |              |            |            |            |            |            | 登載者不足 |          |          |            |
| 31 |          |              |            |            |            |            |            | 谷公一     |          |          |            |
| 32 |          |              |            |            |            |            |            | 登載者不足 |          |          |            |
| 33 |          |              |            |            |            |            |            | 赤松正雄   |          |          |            |
| 34 |          |              |            |            |            |            |            | 登載者不足 |          |          |            |
| 35 |          |              |            |            |            |            |            | 谷畑孝     |          |          |            |

#### 繰上当選等
| 年   | 月日 | ブロック | 新旧別   | 当選者   | 名簿政党名 | 欠員     | 欠員事由      |
| ---- | ---- | -------- | -------- | -------- | ---------- | -------- | ------------- |
| 2010 | 4    | 九州     | 新       | 遠山清彦 | 公明党     | 神崎武法 | 2010.4.7辞職  |
| 2010 | 6    | 近畿     | （欠員） | （欠員） | （欠員）   | 河上満栄 | 2010.6.14辞職 |
| 2010 | 9    | 九州     | 新       | 中屋大介 | 民主党     | 後藤英友 | 2010.8.24辞職 |
| 2010 | 9    | 北海道   | 新       | 浅野貴博 | 新党大地   | 鈴木宗男 | 2010.9.15失職 |
| 2010 | 10   | 北海道   | 前       | 今津寛   | 自由民主党 | 町村信孝 | 2010.10.1辞職 |
| 2011 | 1    | 東海     | 前       | 望月義夫 | 自由民主党 | 大村秀章 | 2011.1.14辞職 |
| 2012 | 7    | 中国     | 新       | 三浦昇   | 民主党     | 高邑勉   | 2012.7.10辞職 |
| 2012 | 10   | 東北     | 新       | 渡部一夫 | 民主党     | 和嶋未希 | 2012.10.9辞職 |

### 初当選
計158名
※：参議院議員経験者
自由民主党
5名
- 伊東良孝　（北海道7区）
- 小泉進次郎（神奈川11区）
- 橘慶一郎　（富山3区）
- 金田勝年　（比例東北）※
- 齋藤健　　（比例南関東）

公明党
1名
- 稲津久　　（比例北海道）

民主党
143名
- 山崎摩耶　（比例北海道）
- 山岡達丸　（比例北海道）
- 工藤仁美　（比例北海道）
- 畑浩治　　（岩手2区）
- 京野公子　（秋田3区）
- 斎藤恭紀　（宮城2区）
- 石山敬貴　（宮城4区）
- 石原洋三郎（福島1区）
- 中野渡詔子（比例東北）
- 和嶋未希　（比例東北）
- 高松和夫　（比例東北）
- 菊池長右ェ門（比例東北）
- 山口和之　（比例東北）
- 福島伸享　（茨城1区）
- 石津政雄　（茨城2区）
- 大泉博子　（茨城6区）
- 石森久嗣　（栃木1区）
- 宮崎岳志　（群馬1区）
- 柿沼正明　（群馬3区）
- 小野塚勝俊（埼玉8区）
- 森岡洋一郎（埼玉13区）
- 三宅雪子　（比例北関東）
- 高野守　　（比例北関東）
- 柳田和己　（比例北関東）
- 富岡芳忠　（比例北関東）
- 川口浩　　（比例北関東）
- 石井章　　（比例北関東）
- 野木実　　（比例北関東）
- 中島政希　（比例北関東）
- 桑原功　　（比例北関東）

- 玉木朝子　（比例北関東）
- 黒田雄　　（千葉2区）
- 奥野総一郎（千葉9区）
- 谷田川元　（千葉10区）
- 中林美恵子（神奈川1区）
- 岡本英子　（神奈川3区）
- 長島一由　（神奈川4区）
- 橘秀徳　　（神奈川13区）
- 本村賢太郎（神奈川14区）
- 後藤祐一　（神奈川16区）
- 神山洋介　（神奈川17区）
- 坂口岳洋　（山梨2区）
- 三村和也　（比例南関東）
- 金子健一　（比例南関東）
- 中後淳　　（比例南関東）
- 勝又恒一郎（比例南関東）
- 横粂勝仁　（比例南関東）
- 山崎誠　　（比例南関東）
- 水野智彦　（比例南関東）
- 石田三示　（比例南関東）
- 斎藤勁　　（比例南関東）※
- 相原史乃　（比例南関東）
- 藤田憲彦　（東京4区）
- 木内孝胤　（東京9区）
- 江端貴子　（東京10区）
- 平山泰朗　（東京13区）
- 木村剛司　（東京14区）
- 初鹿明博　（東京16区）
- 櫛渕万里　（東京23区）
- 早川久美子（比例東京）

- 竹田光明　（比例東京）
- 川島智太郎（比例東京）
- 黒岩宇洋　（新潟3区）※
- 矢崎公二　（長野4区）
- 加藤学　　（長野5区）
- 田中美絵子（比例北信越）
- 近藤和也　（比例北信越）
- 沓掛哲男　（比例北信越）※
- 柴橋正直　（岐阜1区）
- 阿知波吉信（岐阜5区）
- 小山展弘　（静岡3区）
- 斉藤進　　（静岡8区）
- 佐藤夕子　（愛知1区）
- 石田芳弘　（愛知6区）
- 山尾志桜里（愛知7区）
- 杉本和巳　（愛知10区）
- 大西健介　（愛知13区）
- 森本和義　（愛知15区）
- 藤田大助　（比例東海）
- 今井雅人　（比例東海）
- 橋本勉　　（比例東海）
- 斉木武志　（比例東海）
- 笠原多見子（比例東海）
- 金森正　　（比例東海）
- 山田良司　（比例東海）
- 吉田統彦　（比例東海）
- 三輪信昭　（比例東海）
- 小林正枝　（比例東海）
- 大山昌宏　（比例東海）
- 磯谷香代子（比例東海）

- 平智之　　（京都1区）
- 熊田篤嗣　（大阪1区）
- 萩原仁　　（大阪2区）
- 中島正純　（大阪3区）
- 村上史好　（大阪6区）
- 長尾敬　　（大阪14区）
- 大谷啓　　（大阪15区）
- 森山浩行　（大阪16区）
- 井戸正枝　（兵庫1区）
- 向山好一　（兵庫2区）
- 高橋昭一　（兵庫4区）
- 石井登志郎（兵庫7区）
- 岡田康裕　（兵庫10区）
- 吉川政重　（奈良3区）
- 岸本周平　（和歌山1区）
- 阪口直人　（和歌山2区）
- 大西孝典　（比例近畿）
- 小原舞　　（比例近畿）
- 玉置公良　（比例近畿）
- 室井秀子　（比例近畿）
- 熊谷貞俊　（比例近畿）
- 浜本宏　　（比例近畿）
- 渡辺義彦　（比例近畿）
- 河上満栄　（比例近畿）
- 松岡広隆　（比例近畿）
- 樋口俊一　（比例近畿）※
- 橋本博明　（広島3区）
- 空本誠喜　（広島4区）
- 湯原俊二　（比例中国）
- 高井崇志　（比例中国）

- 菅川洋　　（比例中国）
- 花咲宏基　（比例中国）
- 高邑勉　　（比例中国）
- 小室寿明　（比例中国）
- 玉木雄一郎（香川2区）
- 白石洋一　（愛媛3区）
- 仁木博文　（比例四国）
- 永江孝子　（比例四国）
- 高橋英行　（比例四国）
- 稲富修二　（福岡2区）
- 緒方林太郎（福岡9区）
- 福田衣里子（長崎2区）
- 福嶋健一郎（熊本2区）
- 玉城デニー（沖縄3区）
- 瑞慶覧長敏（沖縄4区）
- 皆吉稲生　（比例九州）
- 後藤英友　（比例九州）
- 野田国義　（比例九州）
- 打越明司　（比例九州）
- 道休誠一郎（比例九州）
- 網屋信介　（比例九州）
- 山本剛正　（比例九州）
- 川越孝洋　（比例九州）

日本共産党
1名
- 宮本岳志　（比例近畿）※

社会民主党
3名
- 吉泉秀男　（比例東北）
- 服部良一　（比例近畿）
- 中島隆利　（比例九州）

みんなの党
2名
- 柿沢未途　（比例東京）
- 浅尾慶一郎（比例南関東）※

新党日本
1名
- 田中康夫　（兵庫8区）※

無所属
2名
- 川口博　　（秋田2区）
- 川村秀三郎（宮崎1区）

### 返り咲き・復帰
計56名
民主党
52名
- 荒井聰　　（北海道3区）
- 小林千代美（北海道5区）
- 津島恭一　（比例東北）
- 橋本清仁　（宮城3区）
- 鹿野道彦　（山形1区）
- 小泉俊明　（茨城3区）
- 岡島一正　（千葉3区）
- 村越祐民　（千葉5区）
- 生方幸夫　（千葉6区）
- 松崎公昭　（千葉8区）
- 若井康彦　（千葉13区）
- 石田勝之　（埼玉2区）

- 五十嵐文彦（埼玉9区）
- 松崎哲久　（埼玉10区）
- 本多平直　（埼玉12区）
- 中野譲　　（埼玉14区）
- 田中慶秋　（神奈川5区）
- 首藤信彦　（神奈川7区）
- 城島光力　（神奈川10区）
- 中塚一宏　（神奈川12区）
- 樋高剛　　（神奈川18区）
- 海江田万里（東京1区）

- 中山義活　（東京2区）
- 手塚仁雄　（東京5区）
- 青木愛　　（東京12区）
- 東祥三　　（東京15区）
- 山花郁夫　（東京22区）
- 阿久津幸彦（東京24区）
- 石毛鍈子　（比例東京）
- 小林興起　（比例東京）
- 吉田公一　（比例東京）
- 中津川博郷（比例東京）

- 渡辺浩一郎（比例東京）
- 奥田建　　（石川1区）
- 松宮勲　　（比例北信越）
- 若泉征三　（比例北信越）
- 牧野聖修　（静岡1区）
- 津川祥吾　（静岡2区）
- 中根康浩　（愛知12区）
- 吉田治　　（大阪4区）
- 稲見哲男　（大阪5区）
- 中野寛成　（大阪8区）

- 大谷信盛　（大阪9区）
- 樽床伸二　（大阪12区）
- 辻恵　　　（大阪17区）
- 中川治　　（大阪18区）
- 梶原康弘　（兵庫5区）
- 豊田潤多郎（比例近畿）
- 藤田一枝　（福岡3区）
- 古賀敬章　（福岡4区）
- 城井崇　　（福岡10区）
- 宮島大典　（長崎4区）

公明党
1名
- 竹内譲　　（比例近畿）

国民新党
1名
- 松下忠洋　（鹿児島3区）

無所属
2名
- 小泉龍司　（埼玉11区）
- 城内実　　（静岡7区）

### 引退・不出馬
計27名
自由民主党
21名
- 津島雄二　（青森1区）
- 遠藤武彦　（山形2区）
- 森山眞弓　（栃木2区）
- 大野松茂　（埼玉9区）
- 臼井日出男（千葉1区）

- 鈴木恒夫　（神奈川7区）
- 小泉純一郎（神奈川11区）
- 河野洋平　（神奈川17区）
- 小杉隆　　（東京5区）
- 木村隆秀　（愛知5区）

- 岩永峯一　（滋賀4区）
- 小野晋也　（愛媛3区）
- 玉澤徳一郎（比例東北）[注 2]
- 佐藤剛男　（比例東北）
- 猪口邦子　（比例東京）

- 清水清一朗（比例東京）
- 杉村太蔵　（比例南関東）
- 瓦力　　　（比例北信越）
- 萩山教嚴　（比例北信越）
- 仲村正治　（比例九州）

- 佐藤錬　　（比例九州）[注 3]

公明党
1名
- 丸谷佳織　（比例北海道）

民主党
2名
- 金田誠一　（北海道8区）
- 岩國哲人　（比例南関東）[注 4]

日本共産党
1名
- 石井郁子（比例近畿）

無所属
2名
- 野呂田芳成（秋田2区）
- 前田雄吉　（比例東海）[注 5]

### 落選
計184名
自由民主党
164名
- 吉川貴盛　（北海道2区）
- 石崎岳　　（北海道3区）
- 今津寛　　（北海道6区）
- 飯島夕雁　（北海道10区）
- 中川昭一　（北海道11区）
- 鈴木俊一　（岩手2区）
- 土井亨
- 中野正志
- 西村明宏
- 伊藤信太郎
- 亀岡偉民
- 根本匠
- 渡部篤
- 坂本剛二
- 御法川信英
- 二田孝治　（比例東北）
- 吉田六左ェ門
- 近藤基彦
- 稲葉大和
- 高鳥修一
- 赤城徳彦
- 葉梨康弘
- 岡部英明
- 丹羽雄哉
- 船田元
- 西川公也
- 尾身幸次
- 笹川尭
- 谷津義男
- 山中燁子
- 藤田幹雄
- 薗浦健太郎
- 渡辺博道
- 桜田義孝
- 水野賢一

- 実川幸夫
- 金子善次郎
- 今井宏
- 早川忠孝
- 牧原秀樹
- 中根一幸
- 中野清
- 大塚拓
- 山口泰明
- 新井悦二
- 小島敏男
- 土屋品子
- 三ッ林隆志
- 田中良生
- 深谷隆司
- 石原宏高
- 佐藤ゆかり
- 越智隆雄
- 松本文明
- 松島みどり
- 木村勉
- 島村宜伸
- 土屋正忠
- 松本洋平
- 木原誠二
- 小川友一
- 伊藤達也
- 伊藤公介
- 萩生田光一
- 小此木八郎
- 林潤
- 坂井学
- 鈴木馨祐
- 福田峰之
- 桜井郁三

- 赤間二郎
- 亀井善太郎
- 山際大志郎
- 赤池誠章
- 堀内光雄
- 小野次郎
- 上川陽子
- 原田令嗣
- 柳澤伯夫
- 望月義夫
- 斉藤斗志二
- 倉田雅年
- 片山さつき
- 小坂憲次
- 後藤茂之
- 宮下一郎
- 武藤容治
- 篠田陽介
- 馬渡龍治
- 藤野真紀子
- 丹羽秀樹
- 鈴木淳司
- 伊藤忠彦
- 海部俊樹
- 江﨑鐵磨
- 土井真樹
- 杉浦正健
- 杉田元司
- 山本明彦
- 上野賢一郎
- 藤井勇治
- 宇野治
- 平田耕一
- 山本朋広
- 清水鴻一郎

- 中川泰宏
- 井沢京子
- 奥野信亮
- 谷本龍哉
- 中馬弘毅
- 川条志嘉
- 中山泰秀
- 渡嘉敷奈緒美
- 大塚高司
- 原田憲治
- 井脇ノブ子
- 北川知克
- 岡下信子
- 中山太郎
- 松浪健四郎
- 盛山正仁
- 関芳弘
- 井上喜一
- 木挽司
- 大前繁雄
- 渡海紀三朗
- 戸井田徹
- 河本三郎
- 萩原誠司
- 橋本岳
- 平口洋
- 増原義剛
- 寺田稔
- 宮澤洋一
- 木村義雄
- 岡本芳郎
- 山崎拓
- 太田誠一
- 渡辺具能
- 原田義昭

- 三原朝彦
- 西川京子
- 福岡資麿
- 冨岡勉
- 久間章生
- 木原稔
- 林田彪
- 保岡興治
- 宮路和明
- 安次富修
- 嘉数知賢
- 西銘恒三郎
- 近江屋信広
- 並木正芳
- 大高松男
- 江崎洋一郎
- 浮島敏男
- 若宮健嗣
- 安井潤一郎
- 愛知和男
- 泉原保二
- 矢野隆司
- 七条明
- 西本勝子

公明党
11名
- 太田昭宏　（東京12区）
- 上田勇　　（神奈川6区）
- 田端正広　（大阪3区）
- 谷口隆義　（大阪5区）
- 福島豊　　（大阪6区）

- 北側一雄　（大阪16区）
- 赤羽一嘉　（兵庫2区）
- 冬柴鐵三　（兵庫8区）
- 谷口和史　（比例南関東）
- 伊藤渉　　（比例東海）

- 桝屋敬悟　（比例中国）

社会民主党
3名
- 保坂展人　（比例東京）[注 6]
- 日森文尋　（比例北関東）
- 菅野哲雄　（宮城6区）

国民新党
2名
- 綿貫民輔　（比例北信越）[注 7]
- 亀井久興　（島根2区）

みんなの党
1名
- 広津素子　（佐賀3区）

改革クラブ
1名
- 西村眞悟　（大阪17区）

無所属
2名
- 長崎幸太郎（山梨2区）
- 中山成彬　（宮崎1区）

### 記録的当選・落選者
|                      | 氏名       | 政党     | 選挙区       | 記録         |
| -------------------- | ---------- | -------- | ------------ | ------------ |
| 最年少当選者         | 松岡広隆   | 民主     | 比例近畿     | 27歳6ヶ月    |
| 最高齢当選者         | 沓掛哲男   | 民主     | 比例北陸信越 | 79歳11ヶ月   |
| 最多得票当選者       | 鳩山由紀夫 | 民主     | 北海道9区    | 201,461票    |
| 最少得票当選者       | 柿沢未途   | みんな   | 東京15区     | 38,808票     |
| 最少得票選挙区当選者 | 福井照     | 自民     | 高知1区      | 44,068票     |
| 最多得票落選者       | 亀岡偉民   | 自民     | 福島1区      | 136,526票    |
| 最多得票選挙区落選者 | 町村信孝   | 自民     | 北海道5区    | 151,448票    |
| 惜敗率最高当選者     | 田名部匡代 | 民主     | 青森3区      | 99.59%       |
| 惜敗率最低当選者     | 塩川鉄也   | 共産     | 埼玉8区      | 21.73%       |
| 惜敗率最高落選者     | 有田芳生   | 新党日本 | 東京11区     | 97.04%       |
| 最高得票率当選者     | 渡辺喜美   | みんな   | 栃木3区      | 95.30%       |
| 最多当選             | 小沢一郎   | 民主     | 岩手4区      | 14回（連続） |
| 最多当選             | 渡部恒三   | 民主     | 福島4区      | 14回（連続） |
| 最多当選             | 羽田孜     | 民主     | 長野3区      | 14回（連続） |
| 最多当選             | 森喜朗     | 自民     | 石川2区      | 14回（連続） |

## 選挙後

### 国会
単独過半数となる308議席を獲得した民主党は選挙後に、社会民主党・国民新党と連立政権発足に向けての協議を開始した。在日米軍の基地問題などをめぐって協議は難航したが、9月9日に合意に達し、民主党代表の鳩山由紀夫、社会民主党党首の福島瑞穂、国民新党代表の亀井静香が合意書に署名した。
その後、9月16日に第172回国会で衆参両院が鳩山を内閣総理大臣に指名すると直ちに組閣が行われ、同日夜の親任式と認証官任命式を経て正式に鳩山由紀夫内閣が発足した。
第172回国会（特別会）
会期：2009年9月16日 - 9月19日
- 衆議院議長選挙（2009年9月16日　投票者数：480　過半数：241）

横路孝弘　（民主党）：478票
衛藤征士郎（自民党）：001票
無効　　　　　　　　：001票
- 衆議院副議長選挙（2009年9月16日　投票者数：480　過半数：241）

衛藤征士郎（自民党）：480票
- 内閣総理大臣指名選挙（2009年9月16日）

衆議院議決（投票者数：480　過半数：241）
鳩山由紀夫（民主党）：327票
若林正俊　（自民党）：119票
山口那津男（公明党）：021票
志位和夫　（共産党）：009票
平沼赳夫　（国守会）：004票
- 内閣総理大臣指名選挙（2009年9月16日）

参議院議決（投票者数：237　過半数：119）
鳩山由紀夫（民主党）：124票
若林正俊　（自民党）：084票
山口那津男（公明党）：021票
志位和夫　（共産党）：007票
白票　　　　　　　　：001票
第174回国会（常会）
会期：2010年1月18日 - 6月16日
- 内閣総理大臣指名選挙（2010年6月4日）

衆議院議決（投票者数：477　過半数：239）
菅直人　　（民主党）：313票
谷垣禎一　（自民党）：116票
山口那津男（公明党）：021票
志位和夫　（共産党）：009票
福島みずほ（社民党）：007票
渡辺喜美　（みんな）：005票
平沼赳夫　（たちあ）：005票
舛添要一（新党改革）：001票
第177回国会（常会）
会期：2011年1月24日 - 8月31日
- 内閣総理大臣指名選挙（2011年8月30日）

衆議院議決（投票者数：476　過半数：239）
野田佳彦　（民主党）：308票
谷垣禎一　（自民党）：118票
山口那津男（公明党）：021票
志位和夫　（共産党）：009票
福島みずほ（社民党）：006票
渡辺喜美　（みんな）：005票
平沼赳夫　（たちあ）：004票
小沢一郎　（民主党）：001票
海江田万里（民主党）：001票
鳩山邦夫　（無所属）：001票
横粂勝仁　（無所属）：001票
無効　　　　　　　　：001票

### 政党
選挙後には各党で党内人事が刷新された。連立与党では、まず選挙翌日の8月31日に落選した国民新党代表の綿貫民輔に替り亀井静香が新代表に就任するという動きがあった。民主党では代表代行の小沢一郎が新たに幹事長に就任した。
一方野党に下ることになった自由民主党では、麻生太郎が選挙敗北の責任を取って8月31日に総裁辞任を正式に表明したため、後任の総裁を選ぶ選挙が行われることになった。党執行部は当初この総裁選挙を特別国会閉会後に行うこととし、特別国会の首班指名選挙では麻生を指名することで決定していたが、これに対しては党内から異論が噴出した。このため、首班指名選挙では 両院議員総会会長の若林正俊を指名することが改めて申し合わされた。総裁選挙は9月28日に行われ、谷垣禎一が新総裁に選出された。
自由民主党と連立政権を担ってきた公明党では代表の太田昭宏の落選を受けて山口那津男を新代表に選出した。

#### 自民党と公明党の距離
鳩山政権発足後、自公連立政権の解消とともに公明党は自民党から距離を置くようになる。総選挙時に一部の自民党候補者が公明党の支持母体創価学会と反目する宗教団体の支援を受けていたことや、自民党の人気凋落に自らも巻き込まれて落選者を出したとの認識が公明党側にあり、実際総選挙後に行われた参議院議員の補欠選挙では自民党候補者に対し公明党は支援を断り支持者は自主投票で臨んでいる。また12月1日に衆議院、12月4日に参議院で行われた郵政株売却凍結法案の採決では、公明党は野党として出席し反対票を投じたが、自民党は郵政民営化反対派の議員たちを抱えていることもあり採決には欠席した。